# Marquesado de Campo Sagrado
El marquesado de Campo Sagrado es un título nobiliario español. Fue creado por el rey Felipe IV, con el vizcondado previo de las Quintanas y mediante Real Despacho del 23 de mayo de 1661, en favor de Gutierre Bernaldo de Quirós de las Alas y Carreño, señor de Villoria, de Valdeviñayo y de Torrestío, alguacil mayor de Oviedo y alférez mayor de Avilés, poseedor de varios mayorazgos y palacios en Asturias, corregidor de Burgos y de Madrid.

## Denominación y vizcondado previo

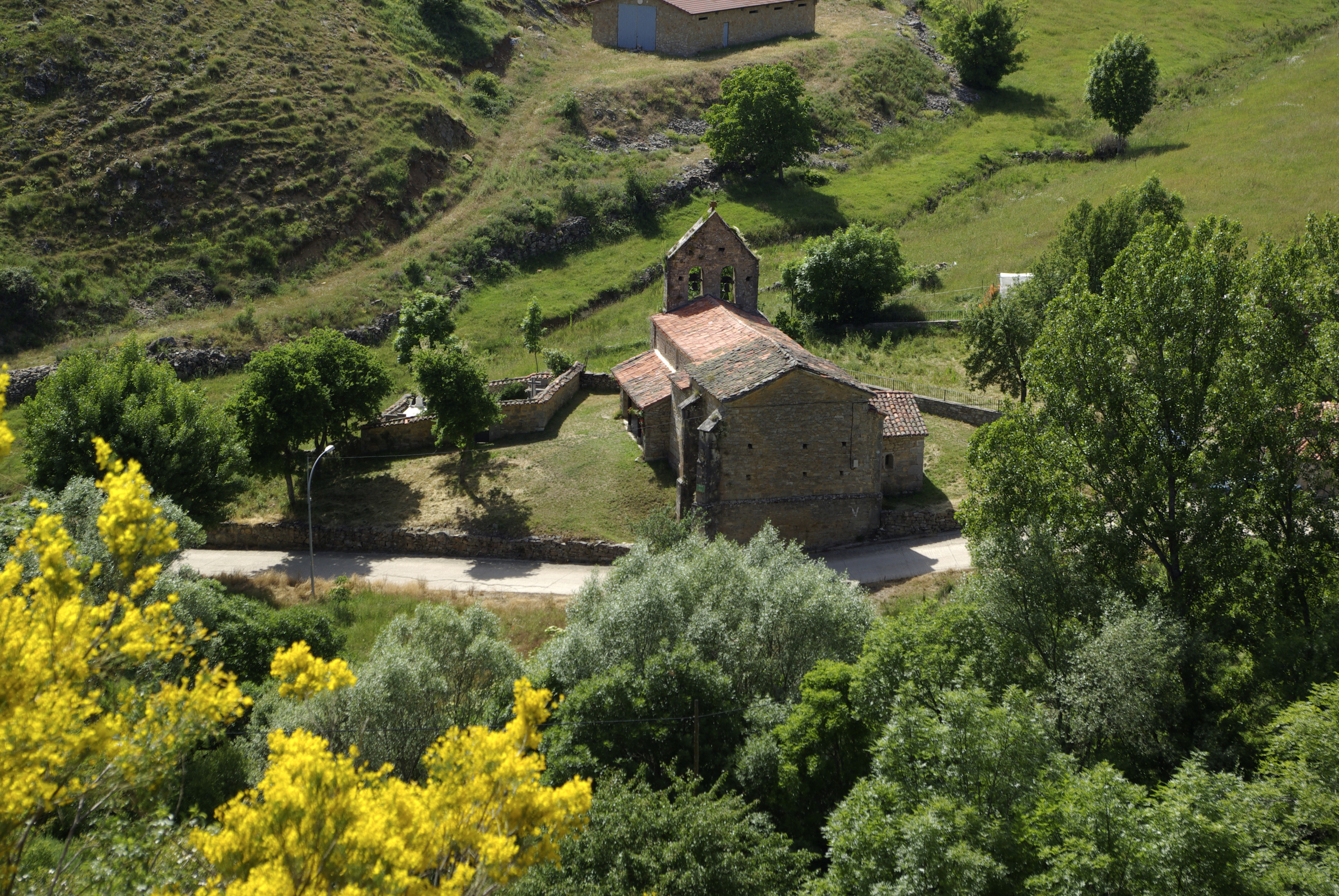
El coto señorial de Valdeviñayo, vinculado a los marqueses de Camposagrado, incluía los actuales municipios de Carrocera y Rioseco de Tapia en la comarca de Luna (León). En la imagen, la iglesia de San Justo de Piedrasecha (Carrocera).

### Campo Sagrado y el señorío de Valdeviñayo
El marquesado tomaba denominación del paraje y santuario de Santa María de Campo Sagrado o Camposagrado, sito en el valle de Viñayo o «Valdeviñayo». Este antiguo concejo y coto jurisdiccional de la comarca de Luna (León) correspondía a los actuales municipios de Carrocera y Rioseco de Tapia. Compró el señorío a principios del siglo XVII el abuelo del I marqués: Gutierre Bernaldo de Quirós, quien lo vinculó al mayorazgo que poseía. Su jurisdicción comprendía una docena de pueblos, con capital a la sazón en el lugar de Viñayo. A mediados del XIX, con la misma extensión y límites, figura en el Diccionario de Madoz como ayuntamiento de Benllera, con cabecera en este lugar. Hacia 1855 le fue segregado el municipio de Rioseco de Tapia (integrado por este lugar y los de Tapia de la Ribera y Espinosa de la Ribera) y veinte años después la capital pasó de Benllera a Carrocera, mudándose también el nombre del municipio. La mayor población del coto, sin embargo, era y sigue siendo Otero de las Dueñas, que debe su nombre a un importante monasterio de monjas bernardas que había en el lugar. Las Dueñas, a quienes pertenecía el señorío de Viñayo en la Edad Media, permanecieron en Otero hasta que fueron exclaustradas en 1868. Además de los citados, otros pueblos integrantes del antiguo coto de Valdeviñayo y actual municipio de Carrocera son Cuevas de Viñayo, Piedrasecha y Santiago de las Villas.
El santuario de Campo Sagrado fue erigido cerca de Benllera en un lugar donde —a comienzos de la Reconquista y según la tradición— los cristianos lograron una señalada victoria con la ayuda de Nuestra Señora. Está dedicado al culto de una imagen románica de la Virgen, y cada segundo domingo de junio congrega una romería muy popular que está declarada de Interés Provincial. El edificio actual fue levantado en el siglo XVI por el linaje local de los Fernández de Colinas, sobre los restos de una ermita románica. Tras la adquisición del patronato por los Quirós, el I marqués de Campo Sagrado hizo una gran reforma y ampliación en el XVII. Y en el XVIII hizo otra el III marqués.
Jovellanos visitó estos lugares en junio de 1792, invitado por su buen amigo el VI marqués de Campo Sagrado, y lo consignó en sus Diarios. De camino hacia León, donde debía asistir a la elección del prior de San Marcos, se apartó del camino real de Castilla —que pasaba por Pajares— para seguir la ruta de Teverga, Puerto Ventana y Benllera, donde tenía su casa el señor del coto.

«A la derecha, Benllera. Subida penosísima; después, la hoja más llana. Excelente camino de suelo guijoso. Camposagrado. Junto a él un poco de cultivo, mas nada en toda la hoja, ni plantío ni ganado: sólo produce guijo. Cáese al fin a la vega del Bernesga. Lorenzana, Sariegos, Azadinos. Bellos prados cercados de altos chopos, muchas acequias de riego y grandes plantíos.»

Refiere que visitó Otero, «aunque no a las dueñas». Algún autor da a esta frase el sentido de que, para entonces, ya no había allí monjas, pero es error. El propio Jovellanos, en otro lugar, menciona que su amigo Francisco Balsinde tenía dos hijas en este monasterio de bernardas.

### El vizcondado de las Quintanas y el señorío de Villoria
El marquesado de Campo Sagrado se creó con el vizcondado previo de las Quintanas, que quedó cancelado al expedirse el Real Despacho de creación del título principal.
Por costumbre social, y sin autorización legal, los primogénitos de esta casa usaban el dictado de espera de vizcondes de las Quintanas hasta que sucedían en el marquesado. Así figura en numerosos documentos —por ejemplo— Antonio María Bernaldo de Quirós y Mariño de Lobera, primogénito del IV marqués, a quien premurió.
Jesús María Bernaldo de Quirós y Muñoz, IX marqués de Campo Sagrado y I de Quirós, grande de España, elevó instancia a S.M. el 24 de diciembre de 1912, solicitando la rehabilitación del vizcondado de las Quintanas como título perpetuo. Esta solicitud obtuvo dictamen favorable de la Diputación de la Grandeza pero fue desestimada a causa de los informes negativos del Consejo de Estado, dados el 13 de marzo de 1913 y el 7 de julio de 1916.
Tomaba denominación del lugar de las Quintanas, incluso en el coto y parroquia de San Nicolás de Villoria, concejo de Laviana (Asturias). Este coto señorial, llamado también «Valle de Riomontán», pertenecía a los Quirós desde el siglo XIV. Gutierre Bernaldo de Quirós, ricohombre del rey Alfonso XI, recibió la villa de Villoria, con su jurisdicción y términos, por donación que le hizo el conde Rodrigo Álvarez de las Asturias mediante escritura hecha en Oviedo el 14 de septiembre de 1325 ante Juan Pérez, notario público del rey. Este documento, que obraba en el archivo del convento de San Francisco de Oviedo, estaba dirigido «a Gutierre Bernardo de Quirós, mi ahijado y encomendado en la casa y hacienda de Arias González de Quirós, su padre, que finó en las guerras en servicio del Rey, para que tome estado conyugal con Doña María de Cifuentes, su deuda». La donación fue confirmada por el infante Don Enrique, conde de Trastámara, el 16 de mayo de 1351.
Situado en una zona de relieve muy accidentado, el coto incluía los lugares de Arbín, Las Borias, La Boza, Braña, Brañesfrades, Bustiello, El Cabo, Campomojado, Caucia, Cerezalero, Corián, Corredoria, Cuadrazal, Fabrariego, Febrero, Fechaladrona, Fonfría, Fornos, Grandiella, Grandón, Llosagra, Merujal, Las Mestas, Miguelperi, Paradina, Piedrasnegras, Pumarada, las Quintanas, Redondo, Roxil, San Pedro, Solana, Tablazo, los Tornos, Valdelafaya, Valdecastañal, Viescabozada y Villoria. Para aprovechar la fuerza del río (que en sólo 5 km de curso desciende desde los 800 m de altitud hasta los 300) estaba jalonado por veinticinco molinos hidráulicos. Cuando se hizo el Catastro de Ensenada, a mediados del XVIII, era titular del señorío el II marqués de Campo Sagrado, José Manuel Bernaldo de Quirós, y «como tal, tenía la facultad de nombrar los cargos de justicia. Percibía en razón de señorío 1.000 reales de vellón al año. Camposagrado era también el mayor hacendado del coto, según resultó de las averiguaciones hechas para la Única Contribución en la parroquia de San Nicolás. Se estimó en 5.769 reales, 20 maravedís y un tercio el producto de sus tierras, en 212 reales y 25 maravedís y medio la renta de sus hórreos y paneras, en 176 la de los molinos harineros, en 220 la renta de los foros perpetuos, en 660 reales el valor de los diezmos que percibía y en 1.000 los derechos de vasallaje citados».
En Villoria tenían los Quirós un palacio que permaneció en la familia hasta bien entrado el siglo XX. Eran patronos de la vecina iglesia de San Nicolás, en donde tenían enterramientos, y presentaban su curato. No se debe confundir este beneficio curado con la dignidad de abad de Villoria, que era una prebenda de la Catedral de Oviedo.

## Mayorazgo y orden sucesorio

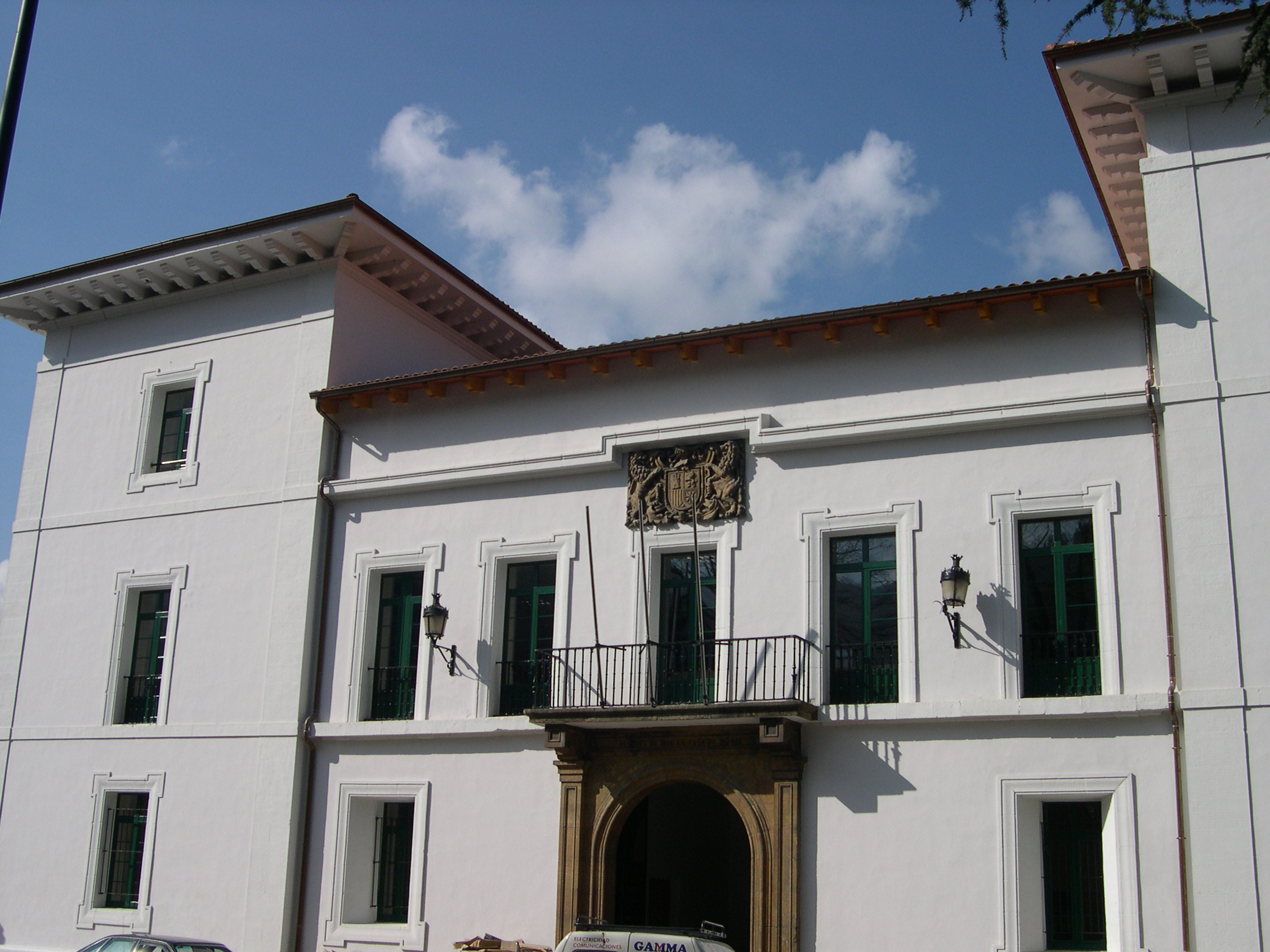
Palacio de Camposagrado de Mieres, actual sede del Instituto de Enseñanza Secundaria «Bernaldo de Quirós».

El concesionario del marquesado era X poseedor de un mayorazgo fundado el 18 de abril de 1474 por Iván Bernaldo de Quirós, su sexto abuelo, guarda y vasallo del rey Enrique IV, con Facultad que este le dio el 28 de enero anterior. El mayorazgo tenía asiento principal en la que por entonces se llamaba «Casa Nueva», sita en el barrio de Villa de Arriba, arrabal de la villa de Mieres del Camino, hoy sede del Instituto de Educación Secundaria «Bernaldo de Quirós». El fundador del mayorazgo heredó este palacio como parte de una mejora fundada hacia 1435 por Juan Bernaldo de Quirós, su abuelo. Este Juan Bernaldo sirvió a los reyes Enrique III y Juan II y edificó la «Casa Nueva» a partir de una torre preexistente de planta circular.
El I marqués de Campo Sagrado otorgó poder para testar el 17 de junio de 1699 en su palacio de las Alas de Avilés a fe de Álvaro de Valdés Arango, estando postrado en el lecho y con temblor que le impedía firmar, y mandó que le enterrasen en la capilla mayor del convento de San Francisco de Oviedo, patronato de su casa. Fallecido el marqués, en su nombre hizo el testamento su viuda el 7 de agosto siguiente en la misma casa y ante el mismo escribano, que autorizó también la partición de sus bienes hecha el 15 de octubre de 1700. Mediante esta disposición, el marquesado de Campo Sagrado quedaba agregado a dicho mayorazgo y por tanto sujeto a su peculiar orden de sucesión.
En virtud de los llamamientos fundacionales, el mayorazgo de Campo Sagrado era de agnación rigurosa e irregular, con un orden sucesorio que no contemplaba el derecho de representación: postergaba al hijo del primogénito premuerto y prefería al tío, hijo supérstite del causante. De modo que, en las sucesiones transversales, cualquier pariente agnado de una generación anterior tenía mejor derecho a suceder que sus «sobrinos», aunque estos fueran más próximos al causante o de una línea mejor.
El caso de premoriencia del primogénito de este mayorazgo se dio dos veces antes de la creación del marquesado:
- La primera hacia 1580, cuando murió en vida de su padre Álvaro Bernardo de Quirós, hijo primogénito de Sebastián Bernardo de Quirós el Viejo, señor de la casa de Quirós de Mieres, y de Catalina de Miranda. Dejaba el finado hijos habidos de su matrimonio con Antonia de Labandera. En vista de que la línea primogénita quedaba privada de la sucesión de la casa, Sebastián el Viejo fundó en 1585 un nuevo mayorazgo de masculinidad en cabeza de su nieto Francisco, hijo del fallecido Álvaro, con asiento en las torres de la Pola de Lena y Soto de Aller. Sebastián murió en 1590 y en el mayorazgo viejo le sucedió Gutierre Bernardo de Quirós, su hijo segundo, que fue abuelo del I marqués de Campo Sagrado. La casa de Lena y Aller siguió en la descendencia varonil del mayor, y por sucesivos entronques se le agregaron la casa de Benavides en Molinaseca (el Bierzo) y la casa y señorío de Olloniego. Esta línea mayor y preterida del linaje litigaría por el marquesado en 1837 (véase más abajo). Hoy está representada por los marqueses de Argüelles, grandes de España.

- El caso se repitió a mediados del XVII cuando premurió a su padre Gutierre Bernaldo de Quirós y Miranda, hijo primogénito de Sebastián Bernaldo de Quirós y Ordóñez el Mozo, señor de la casa de Quirós de Mieres, habido de Inés de Miranda y Ponce, su primera mujer. El finado estaba casado con Melchora de Prada y dejaba al menos un hijo. El señor de la casa a la sazón, Sebastián Bernaldo de Quirós el Mozo —que era hijo y sucesor del Gutierre citado en el caso anterior, y nieto de Sebastián el Viejo— hizo como su abuelo: fundó nuevo mayorazgo regular «de tercio y quinto» en cabeza de su nieto mayor, Gonzalo Bernaldo de Quirós y Prada, privado de suceder en el vínculo principal. Después de los días de Sebastián el Mozo, sucedió en la casa el mayor de sus hijos supérstites, llamado también Gutierre (como el primogénito), y nacido de Eulalia de las Alas, su segunda mujer. Este Gutierre fue el I marqués de Campo Sagrado. Gonzalo Bernaldo de Quirós y Prada poseyó el mayorazgo que le fundó su abuelo y otro vínculo regular fundado por su bisabuelo.[17] Casó con Isabel Ordóñez, su deuda, de la casa del Pino en el concejo de Aller, y tuvo de ella por hijos a María Jacinta, monja en Santa Clara de Oviedo, y a Francisco Bernardo de Quirós y Prada, maestrescuela de la Catedral de León y cura de Noreña, que al morir su padre sucedió en sus bienes y tuvo por curador al marqués, su tío abuelo, a quien después movió pleito en vano por el mayorazgo viejo de Quirós.[18] Después de los días del maestrescuela quedó extinguida esta línea preterida, y sus vínculos recayeron en el marqués de Campo Sagrado.

El siguiente caso de premoriencia del primogénito de este mayorazgo se produjo ya en el siglo XIX y dio lugar a un complicado pleito por la sucesión del marquesado y a un salto en la línea de sucesión que se expondrá más abajo.

## Lista de marqueses de Campo Sagrado
|                        | Titular                                                     | Periodo                |
| Creación por Felipe IV | Creación por Felipe IV                                      | Creación por Felipe IV |
| ---------------------- | ----------------------------------------------------------- | ---------------------- |
| I                      | Gutierre Bernaldo de Quirós de las Alas y Carreño           | 1661-1699              |
| II                     | José Manuel Bernaldo de Quirós y Huergo                     | 1700-1755              |
| III                    | José Manuel Bernaldo de Quirós y Mariño de Lobera           | 1755-1776              |
| IV                     | Francisco Antonio Bernaldo de Quirós y Cienfuegos           | 1776-1790              |
| V                      | José Benito Bernaldo de Quirós y Mariño de Lobera           | 1791-1792              |
| VI                     | Francisco Bernaldo de Quirós y Mariño de Lobera             | 1792-1837              |
| VII                    | José María Bernaldo de Quirós y Llanes                      | 1850-1865              |
| VIII                   | José María Bernaldo de Quirós y González de Cienfuegos      | 1865-1911              |
| IX                     | Jesús María Bernaldo de Quirós y Muñoz                      | 1911-1939              |
| X                      | Luis Bernaldo de Quirós y Alcalá-Galiano                    | 1953-1966              |
| XI                     | Iván Bernaldo de Quirós y Álvarez de las Asturias-Bohorques | 1997-hoy               |

## Árbol genealógico
| Marqueses de Campo Sagrado |
| -------------------------- |
| Titulares Pretendientes    |

|                                                                                              |                                                                                              |                                                                                              |                                                                                              |                                                                                              |                                                                                              |  |  |                                                                          |                                                                          |                                                                          |                                                                          |                                                                          |                                                                          |  |  | Sebastián Bernaldo de Quirós el Viejo, señor de Villoria († c. 1590)          |                                                                               |                                                                               |                                                                               |                                                                               |                                                                               |  |  |                                                                            |                                                                            |                                                                            |                                                                            |                                                                            |                                                                            |  |  |                                                                                       |                                                                                       |                                                                                       |                                                                                       |                                                                                       |                                                                                       |  |  |                                                   |                                                   |                                                   |                                                   |                                                   |                                                   |  |  |  |  |  |  |  |  |  |  |  |  |  |  |  |  |  |  |  |  |  |  |  |  |  |  |  |  |
|                                                                                              |                                                                                              |                                                                                              |                                                                                              |                                                                                              |                                                                                              |  |  |                                                                          |                                                                          |                                                                          |                                                                          |                                                                          |                                                                          |  |  |                                                                               |                                                                               |                                                                               |                                                                               |                                                                               |                                                                               |  |  |                                                                            |                                                                            |                                                                            |                                                                            |                                                                            |                                                                            |  |  |                                                                                       |                                                                                       |                                                                                       |                                                                                       |                                                                                       |                                                                                       |  |  |                                                   |                                                   |                                                   |                                                   |                                                   |                                                   |  |  |  |  |  |  |  |  |  |  |  |  |  |  |  |  |  |  |  |  |  |  |  |  |  |  |  |  |
|                                                                                              |                                                                                              |                                                                                              |                                                                                              |                                                                                              |                                                                                              |  |  |                                                                          |                                                                          |                                                                          |                                                                          |                                                                          |                                                                          |  |  |                                                                               |                                                                               |                                                                               |                                                                               |                                                                               |                                                                               |  |  |                                                                            |                                                                            |                                                                            |                                                                            |                                                                            |                                                                            |  |  |                                                                                       |                                                                                       |                                                                                       |                                                                                       |                                                                                       |                                                                                       |  |  |                                                   |                                                   |                                                   |                                                   |                                                   |                                                   |  |  |  |  |  |  |  |  |  |  |  |  |  |  |  |  |  |  |  |  |  |  |  |  |  |  |  |  |
| Álvaro Bernaldo de Quirós († c. 1580)                                                        | Álvaro Bernaldo de Quirós († c. 1580)                                                        | Álvaro Bernaldo de Quirós († c. 1580)                                                        | Álvaro Bernaldo de Quirós († c. 1580)                                                        | Álvaro Bernaldo de Quirós († c. 1580)                                                        | Álvaro Bernaldo de Quirós († c. 1580)                                                        |  |  |                                                                          |                                                                          |                                                                          |                                                                          |                                                                          |                                                                          |  |  | Gutierre Bernaldo de Quirós, señor de Villoria y de Valdeviñayo               | Gutierre Bernaldo de Quirós, señor de Villoria y de Valdeviñayo               | Gutierre Bernaldo de Quirós, señor de Villoria y de Valdeviñayo               | Gutierre Bernaldo de Quirós, señor de Villoria y de Valdeviñayo               | Gutierre Bernaldo de Quirós, señor de Villoria y de Valdeviñayo               | Gutierre Bernaldo de Quirós, señor de Villoria y de Valdeviñayo               |  |  |                                                                            |                                                                            |                                                                            |                                                                            |                                                                            |                                                                            |  |  | Pedro Bernaldo de Quirós, I señor de la casa de Villa                                 | Pedro Bernaldo de Quirós, I señor de la casa de Villa                                 | Pedro Bernaldo de Quirós, I señor de la casa de Villa                                 | Pedro Bernaldo de Quirós, I señor de la casa de Villa                                 | Pedro Bernaldo de Quirós, I señor de la casa de Villa                                 | Pedro Bernaldo de Quirós, I señor de la casa de Villa                                 |  |  |                                                   |                                                   |                                                   |                                                   |                                                   |                                                   |  |  |  |  |  |  |  |  |  |  |  |  |  |  |  |  |  |  |  |  |  |  |  |  |  |  |  |  |
| Álvaro Bernaldo de Quirós († c. 1580)                                                        | Álvaro Bernaldo de Quirós († c. 1580)                                                        | Álvaro Bernaldo de Quirós († c. 1580)                                                        | Álvaro Bernaldo de Quirós († c. 1580)                                                        | Álvaro Bernaldo de Quirós († c. 1580)                                                        | Álvaro Bernaldo de Quirós († c. 1580)                                                        |  |  |                                                                          |                                                                          |                                                                          |                                                                          |                                                                          |                                                                          |  |  | Gutierre Bernaldo de Quirós, señor de Villoria y de Valdeviñayo               | Gutierre Bernaldo de Quirós, señor de Villoria y de Valdeviñayo               | Gutierre Bernaldo de Quirós, señor de Villoria y de Valdeviñayo               | Gutierre Bernaldo de Quirós, señor de Villoria y de Valdeviñayo               | Gutierre Bernaldo de Quirós, señor de Villoria y de Valdeviñayo               | Gutierre Bernaldo de Quirós, señor de Villoria y de Valdeviñayo               |  |  |                                                                            |                                                                            |                                                                            |                                                                            |                                                                            |                                                                            |  |  | Pedro Bernaldo de Quirós, I señor de la casa de Villa                                 | Pedro Bernaldo de Quirós, I señor de la casa de Villa                                 | Pedro Bernaldo de Quirós, I señor de la casa de Villa                                 | Pedro Bernaldo de Quirós, I señor de la casa de Villa                                 | Pedro Bernaldo de Quirós, I señor de la casa de Villa                                 | Pedro Bernaldo de Quirós, I señor de la casa de Villa                                 |  |  |                                                   |                                                   |                                                   |                                                   |                                                   |                                                   |  |  |  |  |  |  |  |  |  |  |  |  |  |  |  |  |  |  |  |  |  |  |  |  |  |  |  |  |
| Francisco Bernaldo de Quirós, I señor de la casa de la Pola de Lena († 1657)                 | Francisco Bernaldo de Quirós, I señor de la casa de la Pola de Lena († 1657)                 | Francisco Bernaldo de Quirós, I señor de la casa de la Pola de Lena († 1657)                 | Francisco Bernaldo de Quirós, I señor de la casa de la Pola de Lena († 1657)                 | Francisco Bernaldo de Quirós, I señor de la casa de la Pola de Lena († 1657)                 | Francisco Bernaldo de Quirós, I señor de la casa de la Pola de Lena († 1657)                 |  |  |                                                                          |                                                                          |                                                                          |                                                                          |                                                                          |                                                                          |  |  | Sebastián Bernaldo de Quirós, señor de Villoria y de Valdeviñayo              | Sebastián Bernaldo de Quirós, señor de Villoria y de Valdeviñayo              | Sebastián Bernaldo de Quirós, señor de Villoria y de Valdeviñayo              | Sebastián Bernaldo de Quirós, señor de Villoria y de Valdeviñayo              | Sebastián Bernaldo de Quirós, señor de Villoria y de Valdeviñayo              | Sebastián Bernaldo de Quirós, señor de Villoria y de Valdeviñayo              |  |  |                                                                            |                                                                            |                                                                            |                                                                            |                                                                            |                                                                            |  |  | Manuel Bernaldo de Quirós, II señor de la casa de Villa                               | Manuel Bernaldo de Quirós, II señor de la casa de Villa                               | Manuel Bernaldo de Quirós, II señor de la casa de Villa                               | Manuel Bernaldo de Quirós, II señor de la casa de Villa                               | Manuel Bernaldo de Quirós, II señor de la casa de Villa                               | Manuel Bernaldo de Quirós, II señor de la casa de Villa                               |  |  |                                                   |                                                   |                                                   |                                                   |                                                   |                                                   |  |  |  |  |  |  |  |  |  |  |  |  |  |  |  |  |  |  |  |  |  |  |  |  |  |  |  |  |
| Francisco Bernaldo de Quirós, I señor de la casa de la Pola de Lena († 1657)                 | Francisco Bernaldo de Quirós, I señor de la casa de la Pola de Lena († 1657)                 | Francisco Bernaldo de Quirós, I señor de la casa de la Pola de Lena († 1657)                 | Francisco Bernaldo de Quirós, I señor de la casa de la Pola de Lena († 1657)                 | Francisco Bernaldo de Quirós, I señor de la casa de la Pola de Lena († 1657)                 | Francisco Bernaldo de Quirós, I señor de la casa de la Pola de Lena († 1657)                 |  |  |                                                                          |                                                                          |                                                                          |                                                                          |                                                                          |                                                                          |  |  | Sebastián Bernaldo de Quirós, señor de Villoria y de Valdeviñayo              | Sebastián Bernaldo de Quirós, señor de Villoria y de Valdeviñayo              | Sebastián Bernaldo de Quirós, señor de Villoria y de Valdeviñayo              | Sebastián Bernaldo de Quirós, señor de Villoria y de Valdeviñayo              | Sebastián Bernaldo de Quirós, señor de Villoria y de Valdeviñayo              | Sebastián Bernaldo de Quirós, señor de Villoria y de Valdeviñayo              |  |  |                                                                            |                                                                            |                                                                            |                                                                            |                                                                            |                                                                            |  |  | Manuel Bernaldo de Quirós, II señor de la casa de Villa                               | Manuel Bernaldo de Quirós, II señor de la casa de Villa                               | Manuel Bernaldo de Quirós, II señor de la casa de Villa                               | Manuel Bernaldo de Quirós, II señor de la casa de Villa                               | Manuel Bernaldo de Quirós, II señor de la casa de Villa                               | Manuel Bernaldo de Quirós, II señor de la casa de Villa                               |  |  |                                                   |                                                   |                                                   |                                                   |                                                   |                                                   |  |  |  |  |  |  |  |  |  |  |  |  |  |  |  |  |  |  |  |  |  |  |  |  |  |  |  |  |
| Álvaro Bernaldo de Quirós y Benavides (1606-1624)                                            | Álvaro Bernaldo de Quirós y Benavides (1606-1624)                                            | Álvaro Bernaldo de Quirós y Benavides (1606-1624)                                            | Álvaro Bernaldo de Quirós y Benavides (1606-1624)                                            | Álvaro Bernaldo de Quirós y Benavides (1606-1624)                                            | Álvaro Bernaldo de Quirós y Benavides (1606-1624)                                            |  |  |                                                                          |                                                                          |                                                                          |                                                                          |                                                                          |                                                                          |  |  | Gutierre Bernaldo de Quirós, I marqués de Campo Sagrado († 1699)              | Gutierre Bernaldo de Quirós, I marqués de Campo Sagrado († 1699)              | Gutierre Bernaldo de Quirós, I marqués de Campo Sagrado († 1699)              | Gutierre Bernaldo de Quirós, I marqués de Campo Sagrado († 1699)              | Gutierre Bernaldo de Quirós, I marqués de Campo Sagrado († 1699)              | Gutierre Bernaldo de Quirós, I marqués de Campo Sagrado († 1699)              |  |  |                                                                            |                                                                            |                                                                            |                                                                            |                                                                            |                                                                            |  |  | Martín Bernaldo de Quirós, III señor de la casa de Villa († 1686)                     | Martín Bernaldo de Quirós, III señor de la casa de Villa († 1686)                     | Martín Bernaldo de Quirós, III señor de la casa de Villa († 1686)                     | Martín Bernaldo de Quirós, III señor de la casa de Villa († 1686)                     | Martín Bernaldo de Quirós, III señor de la casa de Villa († 1686)                     | Martín Bernaldo de Quirós, III señor de la casa de Villa († 1686)                     |  |  |                                                   |                                                   |                                                   |                                                   |                                                   |                                                   |  |  |  |  |  |  |  |  |  |  |  |  |  |  |  |  |  |  |  |  |  |  |  |  |  |  |  |  |
| Álvaro Bernaldo de Quirós y Benavides (1606-1624)                                            | Álvaro Bernaldo de Quirós y Benavides (1606-1624)                                            | Álvaro Bernaldo de Quirós y Benavides (1606-1624)                                            | Álvaro Bernaldo de Quirós y Benavides (1606-1624)                                            | Álvaro Bernaldo de Quirós y Benavides (1606-1624)                                            | Álvaro Bernaldo de Quirós y Benavides (1606-1624)                                            |  |  |                                                                          |                                                                          |                                                                          |                                                                          |                                                                          |                                                                          |  |  | Gutierre Bernaldo de Quirós, I marqués de Campo Sagrado († 1699)              | Gutierre Bernaldo de Quirós, I marqués de Campo Sagrado († 1699)              | Gutierre Bernaldo de Quirós, I marqués de Campo Sagrado († 1699)              | Gutierre Bernaldo de Quirós, I marqués de Campo Sagrado († 1699)              | Gutierre Bernaldo de Quirós, I marqués de Campo Sagrado († 1699)              | Gutierre Bernaldo de Quirós, I marqués de Campo Sagrado († 1699)              |  |  |                                                                            |                                                                            |                                                                            |                                                                            |                                                                            |                                                                            |  |  | Martín Bernaldo de Quirós, III señor de la casa de Villa († 1686)                     | Martín Bernaldo de Quirós, III señor de la casa de Villa († 1686)                     | Martín Bernaldo de Quirós, III señor de la casa de Villa († 1686)                     | Martín Bernaldo de Quirós, III señor de la casa de Villa († 1686)                     | Martín Bernaldo de Quirós, III señor de la casa de Villa († 1686)                     | Martín Bernaldo de Quirós, III señor de la casa de Villa († 1686)                     |  |  |                                                   |                                                   |                                                   |                                                   |                                                   |                                                   |  |  |  |  |  |  |  |  |  |  |  |  |  |  |  |  |  |  |  |  |  |  |  |  |  |  |  |  |
| Felipe Bernaldo de Quirós, señor de Olloniego y II de la casa de la Pola de Lena (1624-1699) | Felipe Bernaldo de Quirós, señor de Olloniego y II de la casa de la Pola de Lena (1624-1699) | Felipe Bernaldo de Quirós, señor de Olloniego y II de la casa de la Pola de Lena (1624-1699) | Felipe Bernaldo de Quirós, señor de Olloniego y II de la casa de la Pola de Lena (1624-1699) | Felipe Bernaldo de Quirós, señor de Olloniego y II de la casa de la Pola de Lena (1624-1699) | Felipe Bernaldo de Quirós, señor de Olloniego y II de la casa de la Pola de Lena (1624-1699) |  |  |                                                                          |                                                                          |                                                                          |                                                                          |                                                                          |                                                                          |  |  | José María Bernaldo de Quirós, II marqués de Campo Sagrado (1679-1755)        | José María Bernaldo de Quirós, II marqués de Campo Sagrado (1679-1755)        | José María Bernaldo de Quirós, II marqués de Campo Sagrado (1679-1755)        | José María Bernaldo de Quirós, II marqués de Campo Sagrado (1679-1755)        | José María Bernaldo de Quirós, II marqués de Campo Sagrado (1679-1755)        | José María Bernaldo de Quirós, II marqués de Campo Sagrado (1679-1755)        |  |  |                                                                            |                                                                            |                                                                            |                                                                            |                                                                            |                                                                            |  |  | Martín Bernaldo de Quirós, IV señor de la casa de Villa (1670-1737)                   | Martín Bernaldo de Quirós, IV señor de la casa de Villa (1670-1737)                   | Martín Bernaldo de Quirós, IV señor de la casa de Villa (1670-1737)                   | Martín Bernaldo de Quirós, IV señor de la casa de Villa (1670-1737)                   | Martín Bernaldo de Quirós, IV señor de la casa de Villa (1670-1737)                   | Martín Bernaldo de Quirós, IV señor de la casa de Villa (1670-1737)                   |  |  |                                                   |                                                   |                                                   |                                                   |                                                   |                                                   |  |  |  |  |  |  |  |  |  |  |  |  |  |  |  |  |  |  |  |  |  |  |  |  |  |  |  |  |
| Felipe Bernaldo de Quirós, señor de Olloniego y II de la casa de la Pola de Lena (1624-1699) | Felipe Bernaldo de Quirós, señor de Olloniego y II de la casa de la Pola de Lena (1624-1699) | Felipe Bernaldo de Quirós, señor de Olloniego y II de la casa de la Pola de Lena (1624-1699) | Felipe Bernaldo de Quirós, señor de Olloniego y II de la casa de la Pola de Lena (1624-1699) | Felipe Bernaldo de Quirós, señor de Olloniego y II de la casa de la Pola de Lena (1624-1699) | Felipe Bernaldo de Quirós, señor de Olloniego y II de la casa de la Pola de Lena (1624-1699) |  |  |                                                                          |                                                                          |                                                                          |                                                                          |                                                                          |                                                                          |  |  | José María Bernaldo de Quirós, II marqués de Campo Sagrado (1679-1755)        | José María Bernaldo de Quirós, II marqués de Campo Sagrado (1679-1755)        | José María Bernaldo de Quirós, II marqués de Campo Sagrado (1679-1755)        | José María Bernaldo de Quirós, II marqués de Campo Sagrado (1679-1755)        | José María Bernaldo de Quirós, II marqués de Campo Sagrado (1679-1755)        | José María Bernaldo de Quirós, II marqués de Campo Sagrado (1679-1755)        |  |  |                                                                            |                                                                            |                                                                            |                                                                            |                                                                            |                                                                            |  |  | Martín Bernaldo de Quirós, IV señor de la casa de Villa (1670-1737)                   | Martín Bernaldo de Quirós, IV señor de la casa de Villa (1670-1737)                   | Martín Bernaldo de Quirós, IV señor de la casa de Villa (1670-1737)                   | Martín Bernaldo de Quirós, IV señor de la casa de Villa (1670-1737)                   | Martín Bernaldo de Quirós, IV señor de la casa de Villa (1670-1737)                   | Martín Bernaldo de Quirós, IV señor de la casa de Villa (1670-1737)                   |  |  |                                                   |                                                   |                                                   |                                                   |                                                   |                                                   |  |  |  |  |  |  |  |  |  |  |  |  |  |  |  |  |  |  |  |  |  |  |  |  |  |  |  |  |
| Álvaro Bernaldo de Quirós, IV señor de la casa de la Pola de Lena († 1734)                   | Álvaro Bernaldo de Quirós, IV señor de la casa de la Pola de Lena († 1734)                   | Álvaro Bernaldo de Quirós, IV señor de la casa de la Pola de Lena († 1734)                   | Álvaro Bernaldo de Quirós, IV señor de la casa de la Pola de Lena († 1734)                   | Álvaro Bernaldo de Quirós, IV señor de la casa de la Pola de Lena († 1734)                   | Álvaro Bernaldo de Quirós, IV señor de la casa de la Pola de Lena († 1734)                   |  |  |                                                                          |                                                                          |                                                                          |                                                                          |                                                                          |                                                                          |  |  | José Manuel Bernaldo de Quirós, III marqués de Campo Sagrado (1706-1766)      | José Manuel Bernaldo de Quirós, III marqués de Campo Sagrado (1706-1766)      | José Manuel Bernaldo de Quirós, III marqués de Campo Sagrado (1706-1766)      | José Manuel Bernaldo de Quirós, III marqués de Campo Sagrado (1706-1766)      | José Manuel Bernaldo de Quirós, III marqués de Campo Sagrado (1706-1766)      | José Manuel Bernaldo de Quirós, III marqués de Campo Sagrado (1706-1766)      |  |  |                                                                            |                                                                            |                                                                            |                                                                            |                                                                            |                                                                            |  |  | Andrés Bernaldo de Quirós, V señor de la casa de Villa (1695-¿?)                      | Andrés Bernaldo de Quirós, V señor de la casa de Villa (1695-¿?)                      | Andrés Bernaldo de Quirós, V señor de la casa de Villa (1695-¿?)                      | Andrés Bernaldo de Quirós, V señor de la casa de Villa (1695-¿?)                      | Andrés Bernaldo de Quirós, V señor de la casa de Villa (1695-¿?)                      | Andrés Bernaldo de Quirós, V señor de la casa de Villa (1695-¿?)                      |  |  |                                                   |                                                   |                                                   |                                                   |                                                   |                                                   |  |  |  |  |  |  |  |  |  |  |  |  |  |  |  |  |  |  |  |  |  |  |  |  |  |  |  |  |
| Álvaro Bernaldo de Quirós, IV señor de la casa de la Pola de Lena († 1734)                   | Álvaro Bernaldo de Quirós, IV señor de la casa de la Pola de Lena († 1734)                   | Álvaro Bernaldo de Quirós, IV señor de la casa de la Pola de Lena († 1734)                   | Álvaro Bernaldo de Quirós, IV señor de la casa de la Pola de Lena († 1734)                   | Álvaro Bernaldo de Quirós, IV señor de la casa de la Pola de Lena († 1734)                   | Álvaro Bernaldo de Quirós, IV señor de la casa de la Pola de Lena († 1734)                   |  |  |                                                                          |                                                                          |                                                                          |                                                                          |                                                                          |                                                                          |  |  | José Manuel Bernaldo de Quirós, III marqués de Campo Sagrado (1706-1766)      | José Manuel Bernaldo de Quirós, III marqués de Campo Sagrado (1706-1766)      | José Manuel Bernaldo de Quirós, III marqués de Campo Sagrado (1706-1766)      | José Manuel Bernaldo de Quirós, III marqués de Campo Sagrado (1706-1766)      | José Manuel Bernaldo de Quirós, III marqués de Campo Sagrado (1706-1766)      | José Manuel Bernaldo de Quirós, III marqués de Campo Sagrado (1706-1766)      |  |  |                                                                            |                                                                            |                                                                            |                                                                            |                                                                            |                                                                            |  |  | Andrés Bernaldo de Quirós, V señor de la casa de Villa (1695-¿?)                      | Andrés Bernaldo de Quirós, V señor de la casa de Villa (1695-¿?)                      | Andrés Bernaldo de Quirós, V señor de la casa de Villa (1695-¿?)                      | Andrés Bernaldo de Quirós, V señor de la casa de Villa (1695-¿?)                      | Andrés Bernaldo de Quirós, V señor de la casa de Villa (1695-¿?)                      | Andrés Bernaldo de Quirós, V señor de la casa de Villa (1695-¿?)                      |  |  |                                                   |                                                   |                                                   |                                                   |                                                   |                                                   |  |  |  |  |  |  |  |  |  |  |  |  |  |  |  |  |  |  |  |  |  |  |  |  |  |  |  |  |
| José Manuel Bernaldo de Quirós, V señor de la casa de la Pola de Lena (1690-¿?)              | José Manuel Bernaldo de Quirós, V señor de la casa de la Pola de Lena (1690-¿?)              | José Manuel Bernaldo de Quirós, V señor de la casa de la Pola de Lena (1690-¿?)              | José Manuel Bernaldo de Quirós, V señor de la casa de la Pola de Lena (1690-¿?)              | José Manuel Bernaldo de Quirós, V señor de la casa de la Pola de Lena (1690-¿?)              | José Manuel Bernaldo de Quirós, V señor de la casa de la Pola de Lena (1690-¿?)              |  |  |                                                                          |                                                                          |                                                                          |                                                                          |                                                                          |                                                                          |  |  | Francisco Antonio Bernaldo de Quirós, IV marqués de Campo Sagrado (1733-1790) | Francisco Antonio Bernaldo de Quirós, IV marqués de Campo Sagrado (1733-1790) | Francisco Antonio Bernaldo de Quirós, IV marqués de Campo Sagrado (1733-1790) | Francisco Antonio Bernaldo de Quirós, IV marqués de Campo Sagrado (1733-1790) | Francisco Antonio Bernaldo de Quirós, IV marqués de Campo Sagrado (1733-1790) | Francisco Antonio Bernaldo de Quirós, IV marqués de Campo Sagrado (1733-1790) |  |  |                                                                            |                                                                            |                                                                            |                                                                            |                                                                            |                                                                            |  |  | Tomás Bernaldo de Quirós, VI señor de la casa de Villa (1721-1792)                    | Tomás Bernaldo de Quirós, VI señor de la casa de Villa (1721-1792)                    | Tomás Bernaldo de Quirós, VI señor de la casa de Villa (1721-1792)                    | Tomás Bernaldo de Quirós, VI señor de la casa de Villa (1721-1792)                    | Tomás Bernaldo de Quirós, VI señor de la casa de Villa (1721-1792)                    | Tomás Bernaldo de Quirós, VI señor de la casa de Villa (1721-1792)                    |  |  |                                                   |                                                   |                                                   |                                                   |                                                   |                                                   |  |  |  |  |  |  |  |  |  |  |  |  |  |  |  |  |  |  |  |  |  |  |  |  |  |  |  |  |
| José Manuel Bernaldo de Quirós, V señor de la casa de la Pola de Lena (1690-¿?)              | José Manuel Bernaldo de Quirós, V señor de la casa de la Pola de Lena (1690-¿?)              | José Manuel Bernaldo de Quirós, V señor de la casa de la Pola de Lena (1690-¿?)              | José Manuel Bernaldo de Quirós, V señor de la casa de la Pola de Lena (1690-¿?)              | José Manuel Bernaldo de Quirós, V señor de la casa de la Pola de Lena (1690-¿?)              | José Manuel Bernaldo de Quirós, V señor de la casa de la Pola de Lena (1690-¿?)              |  |  |                                                                          |                                                                          |                                                                          |                                                                          |                                                                          |                                                                          |  |  | Francisco Antonio Bernaldo de Quirós, IV marqués de Campo Sagrado (1733-1790) | Francisco Antonio Bernaldo de Quirós, IV marqués de Campo Sagrado (1733-1790) | Francisco Antonio Bernaldo de Quirós, IV marqués de Campo Sagrado (1733-1790) | Francisco Antonio Bernaldo de Quirós, IV marqués de Campo Sagrado (1733-1790) | Francisco Antonio Bernaldo de Quirós, IV marqués de Campo Sagrado (1733-1790) | Francisco Antonio Bernaldo de Quirós, IV marqués de Campo Sagrado (1733-1790) |  |  |                                                                            |                                                                            |                                                                            |                                                                            |                                                                            |                                                                            |  |  | Tomás Bernaldo de Quirós, VI señor de la casa de Villa (1721-1792)                    | Tomás Bernaldo de Quirós, VI señor de la casa de Villa (1721-1792)                    | Tomás Bernaldo de Quirós, VI señor de la casa de Villa (1721-1792)                    | Tomás Bernaldo de Quirós, VI señor de la casa de Villa (1721-1792)                    | Tomás Bernaldo de Quirós, VI señor de la casa de Villa (1721-1792)                    | Tomás Bernaldo de Quirós, VI señor de la casa de Villa (1721-1792)                    |  |  |                                                   |                                                   |                                                   |                                                   |                                                   |                                                   |  |  |  |  |  |  |  |  |  |  |  |  |  |  |  |  |  |  |  |  |  |  |  |  |  |  |  |  |
|                                                                                              |                                                                                              |                                                                                              |                                                                                              |                                                                                              |                                                                                              |  |  |                                                                          |                                                                          |                                                                          |                                                                          |                                                                          |                                                                          |  |  |                                                                               |                                                                               |                                                                               |                                                                               |                                                                               |                                                                               |  |  |                                                                            |                                                                            |                                                                            |                                                                            |                                                                            |                                                                            |  |  |                                                                                       |                                                                                       |                                                                                       |                                                                                       |                                                                                       |                                                                                       |  |  |                                                   |                                                   |                                                   |                                                   |                                                   |                                                   |  |  |  |  |  |  |  |  |  |  |  |  |  |  |  |  |  |  |  |  |  |  |  |  |  |  |  |  |
| Tomás Francisco Bernaldo de Quirós, señor de Olloniego (1721-1792)                           | Tomás Francisco Bernaldo de Quirós, señor de Olloniego (1721-1792)                           | Tomás Francisco Bernaldo de Quirós, señor de Olloniego (1721-1792)                           | Tomás Francisco Bernaldo de Quirós, señor de Olloniego (1721-1792)                           | Tomás Francisco Bernaldo de Quirós, señor de Olloniego (1721-1792)                           | Tomás Francisco Bernaldo de Quirós, señor de Olloniego (1721-1792)                           |  |  | Antonio María Bernaldo de Quirós, conde de Sobequén (1759-1789)          | Antonio María Bernaldo de Quirós, conde de Sobequén (1759-1789)          | Antonio María Bernaldo de Quirós, conde de Sobequén (1759-1789)          | Antonio María Bernaldo de Quirós, conde de Sobequén (1759-1789)          | Antonio María Bernaldo de Quirós, conde de Sobequén (1759-1789)          | Antonio María Bernaldo de Quirós, conde de Sobequén (1759-1789)          |  |  | José Benito Bernaldo de Quirós, V marqués de Campo Sagrado                    | José Benito Bernaldo de Quirós, V marqués de Campo Sagrado                    | José Benito Bernaldo de Quirós, V marqués de Campo Sagrado                    | José Benito Bernaldo de Quirós, V marqués de Campo Sagrado                    | José Benito Bernaldo de Quirós, V marqués de Campo Sagrado                    | José Benito Bernaldo de Quirós, V marqués de Campo Sagrado                    |  |  | Francisco Bernaldo de Quirós, VI marqués de Campo Sagrado (1763-1837)      | Francisco Bernaldo de Quirós, VI marqués de Campo Sagrado (1763-1837)      | Francisco Bernaldo de Quirós, VI marqués de Campo Sagrado (1763-1837)      | Francisco Bernaldo de Quirós, VI marqués de Campo Sagrado (1763-1837)      | Francisco Bernaldo de Quirós, VI marqués de Campo Sagrado (1763-1837)      | Francisco Bernaldo de Quirós, VI marqués de Campo Sagrado (1763-1837)      |  |  | Juan de Dios Bernaldo de Quirós, VII señor de la casa de Villa (1763-1819)            | Juan de Dios Bernaldo de Quirós, VII señor de la casa de Villa (1763-1819)            | Juan de Dios Bernaldo de Quirós, VII señor de la casa de Villa (1763-1819)            | Juan de Dios Bernaldo de Quirós, VII señor de la casa de Villa (1763-1819)            | Juan de Dios Bernaldo de Quirós, VII señor de la casa de Villa (1763-1819)            | Juan de Dios Bernaldo de Quirós, VII señor de la casa de Villa (1763-1819)            |  |  | Marcos Bernaldo de Quirós y Navia Arango († 1845) | Marcos Bernaldo de Quirós y Navia Arango († 1845) | Marcos Bernaldo de Quirós y Navia Arango († 1845) | Marcos Bernaldo de Quirós y Navia Arango († 1845) | Marcos Bernaldo de Quirós y Navia Arango († 1845) | Marcos Bernaldo de Quirós y Navia Arango († 1845) |  |  |  |  |  |  |  |  |  |  |  |  |  |  |  |  |  |  |  |  |  |  |  |  |  |  |  |  |
| Tomás Francisco Bernaldo de Quirós, señor de Olloniego (1721-1792)                           | Tomás Francisco Bernaldo de Quirós, señor de Olloniego (1721-1792)                           | Tomás Francisco Bernaldo de Quirós, señor de Olloniego (1721-1792)                           | Tomás Francisco Bernaldo de Quirós, señor de Olloniego (1721-1792)                           | Tomás Francisco Bernaldo de Quirós, señor de Olloniego (1721-1792)                           | Tomás Francisco Bernaldo de Quirós, señor de Olloniego (1721-1792)                           |  |  | Antonio María Bernaldo de Quirós, conde de Sobequén (1759-1789)          | Antonio María Bernaldo de Quirós, conde de Sobequén (1759-1789)          | Antonio María Bernaldo de Quirós, conde de Sobequén (1759-1789)          | Antonio María Bernaldo de Quirós, conde de Sobequén (1759-1789)          | Antonio María Bernaldo de Quirós, conde de Sobequén (1759-1789)          | Antonio María Bernaldo de Quirós, conde de Sobequén (1759-1789)          |  |  | José Benito Bernaldo de Quirós, V marqués de Campo Sagrado                    | José Benito Bernaldo de Quirós, V marqués de Campo Sagrado                    | José Benito Bernaldo de Quirós, V marqués de Campo Sagrado                    | José Benito Bernaldo de Quirós, V marqués de Campo Sagrado                    | José Benito Bernaldo de Quirós, V marqués de Campo Sagrado                    | José Benito Bernaldo de Quirós, V marqués de Campo Sagrado                    |  |  | Francisco Bernaldo de Quirós, VI marqués de Campo Sagrado (1763-1837)      | Francisco Bernaldo de Quirós, VI marqués de Campo Sagrado (1763-1837)      | Francisco Bernaldo de Quirós, VI marqués de Campo Sagrado (1763-1837)      | Francisco Bernaldo de Quirós, VI marqués de Campo Sagrado (1763-1837)      | Francisco Bernaldo de Quirós, VI marqués de Campo Sagrado (1763-1837)      | Francisco Bernaldo de Quirós, VI marqués de Campo Sagrado (1763-1837)      |  |  | Juan de Dios Bernaldo de Quirós, VII señor de la casa de Villa (1763-1819)            | Juan de Dios Bernaldo de Quirós, VII señor de la casa de Villa (1763-1819)            | Juan de Dios Bernaldo de Quirós, VII señor de la casa de Villa (1763-1819)            | Juan de Dios Bernaldo de Quirós, VII señor de la casa de Villa (1763-1819)            | Juan de Dios Bernaldo de Quirós, VII señor de la casa de Villa (1763-1819)            | Juan de Dios Bernaldo de Quirós, VII señor de la casa de Villa (1763-1819)            |  |  | Marcos Bernaldo de Quirós y Navia Arango († 1845) | Marcos Bernaldo de Quirós y Navia Arango († 1845) | Marcos Bernaldo de Quirós y Navia Arango († 1845) | Marcos Bernaldo de Quirós y Navia Arango († 1845) | Marcos Bernaldo de Quirós y Navia Arango († 1845) | Marcos Bernaldo de Quirós y Navia Arango († 1845) |  |  |  |  |  |  |  |  |  |  |  |  |  |  |  |  |  |  |  |  |  |  |  |  |  |  |  |  |
| Antonio Bernaldo de Quirós, señor de Olloniego (1749-¿?)                                     | Antonio Bernaldo de Quirós, señor de Olloniego (1749-¿?)                                     | Antonio Bernaldo de Quirós, señor de Olloniego (1749-¿?)                                     | Antonio Bernaldo de Quirós, señor de Olloniego (1749-¿?)                                     | Antonio Bernaldo de Quirós, señor de Olloniego (1749-¿?)                                     | Antonio Bernaldo de Quirós, señor de Olloniego (1749-¿?)                                     |  |  | Antonio María Bernaldo de Quirós, VI marqués de Santiago (1788-1836)     | Antonio María Bernaldo de Quirós, VI marqués de Santiago (1788-1836)     | Antonio María Bernaldo de Quirós, VI marqués de Santiago (1788-1836)     | Antonio María Bernaldo de Quirós, VI marqués de Santiago (1788-1836)     | Antonio María Bernaldo de Quirós, VI marqués de Santiago (1788-1836)     | Antonio María Bernaldo de Quirós, VI marqués de Santiago (1788-1836)     |  |  |                                                                               |                                                                               |                                                                               |                                                                               |                                                                               |                                                                               |  |  |                                                                            |                                                                            |                                                                            |                                                                            |                                                                            |                                                                            |  |  | José María Bernaldo de Quirós, VII marqués de Campo Sagrado (1809-1865)               | José María Bernaldo de Quirós, VII marqués de Campo Sagrado (1809-1865)               | José María Bernaldo de Quirós, VII marqués de Campo Sagrado (1809-1865)               | José María Bernaldo de Quirós, VII marqués de Campo Sagrado (1809-1865)               | José María Bernaldo de Quirós, VII marqués de Campo Sagrado (1809-1865)               | José María Bernaldo de Quirós, VII marqués de Campo Sagrado (1809-1865)               |  |  |                                                   |                                                   |                                                   |                                                   |                                                   |                                                   |  |  |  |  |  |  |  |  |  |  |  |  |  |  |  |  |  |  |  |  |  |  |  |  |  |  |  |  |
| Antonio Bernaldo de Quirós, señor de Olloniego (1749-¿?)                                     | Antonio Bernaldo de Quirós, señor de Olloniego (1749-¿?)                                     | Antonio Bernaldo de Quirós, señor de Olloniego (1749-¿?)                                     | Antonio Bernaldo de Quirós, señor de Olloniego (1749-¿?)                                     | Antonio Bernaldo de Quirós, señor de Olloniego (1749-¿?)                                     | Antonio Bernaldo de Quirós, señor de Olloniego (1749-¿?)                                     |  |  | Antonio María Bernaldo de Quirós, VI marqués de Santiago (1788-1836)     | Antonio María Bernaldo de Quirós, VI marqués de Santiago (1788-1836)     | Antonio María Bernaldo de Quirós, VI marqués de Santiago (1788-1836)     | Antonio María Bernaldo de Quirós, VI marqués de Santiago (1788-1836)     | Antonio María Bernaldo de Quirós, VI marqués de Santiago (1788-1836)     | Antonio María Bernaldo de Quirós, VI marqués de Santiago (1788-1836)     |  |  |                                                                               |                                                                               |                                                                               |                                                                               |                                                                               |                                                                               |  |  |                                                                            |                                                                            |                                                                            |                                                                            |                                                                            |                                                                            |  |  | José María Bernaldo de Quirós, VII marqués de Campo Sagrado (1809-1865)               | José María Bernaldo de Quirós, VII marqués de Campo Sagrado (1809-1865)               | José María Bernaldo de Quirós, VII marqués de Campo Sagrado (1809-1865)               | José María Bernaldo de Quirós, VII marqués de Campo Sagrado (1809-1865)               | José María Bernaldo de Quirós, VII marqués de Campo Sagrado (1809-1865)               | José María Bernaldo de Quirós, VII marqués de Campo Sagrado (1809-1865)               |  |  |                                                   |                                                   |                                                   |                                                   |                                                   |                                                   |  |  |  |  |  |  |  |  |  |  |  |  |  |  |  |  |  |  |  |  |  |  |  |  |  |  |  |  |
|                                                                                              |                                                                                              |                                                                                              |                                                                                              |                                                                                              |                                                                                              |  |  |                                                                          |                                                                          |                                                                          |                                                                          |                                                                          |                                                                          |  |  |                                                                               |                                                                               |                                                                               |                                                                               |                                                                               |                                                                               |  |  |                                                                            |                                                                            |                                                                            |                                                                            |                                                                            |                                                                            |  |  |                                                                                       |                                                                                       |                                                                                       |                                                                                       |                                                                                       |                                                                                       |  |  |                                                   |                                                   |                                                   |                                                   |                                                   |                                                   |  |  |  |  |  |  |  |  |  |  |  |  |  |  |  |  |  |  |  |  |  |  |  |  |  |  |  |  |
| Francisco Antonio Bernaldo de Quirós, señor de Olloniego (1793-1861)                         | Francisco Antonio Bernaldo de Quirós, señor de Olloniego (1793-1861)                         | Francisco Antonio Bernaldo de Quirós, señor de Olloniego (1793-1861)                         | Francisco Antonio Bernaldo de Quirós, señor de Olloniego (1793-1861)                         | Francisco Antonio Bernaldo de Quirós, señor de Olloniego (1793-1861)                         | Francisco Antonio Bernaldo de Quirós, señor de Olloniego (1793-1861)                         |  |  | Antonio Hipólito Bernaldo de Quirós, VII marqués de Santiago (1809-1848) | Antonio Hipólito Bernaldo de Quirós, VII marqués de Santiago (1809-1848) | Antonio Hipólito Bernaldo de Quirós, VII marqués de Santiago (1809-1848) | Antonio Hipólito Bernaldo de Quirós, VII marqués de Santiago (1809-1848) | Antonio Hipólito Bernaldo de Quirós, VII marqués de Santiago (1809-1848) | Antonio Hipólito Bernaldo de Quirós, VII marqués de Santiago (1809-1848) |  |  | Pedro Pablo Bernaldo de Quirós, VIII marqués de Santiago (1811-1875)          | Pedro Pablo Bernaldo de Quirós, VIII marqués de Santiago (1811-1875)          | Pedro Pablo Bernaldo de Quirós, VIII marqués de Santiago (1811-1875)          | Pedro Pablo Bernaldo de Quirós, VIII marqués de Santiago (1811-1875)          | Pedro Pablo Bernaldo de Quirós, VIII marqués de Santiago (1811-1875)          | Pedro Pablo Bernaldo de Quirós, VIII marqués de Santiago (1811-1875)          |  |  | Carlos Bernaldo de Quirós, IX marqués de Santiago (1812-1885) Con sucesión | Carlos Bernaldo de Quirós, IX marqués de Santiago (1812-1885) Con sucesión | Carlos Bernaldo de Quirós, IX marqués de Santiago (1812-1885) Con sucesión | Carlos Bernaldo de Quirós, IX marqués de Santiago (1812-1885) Con sucesión | Carlos Bernaldo de Quirós, IX marqués de Santiago (1812-1885) Con sucesión | Carlos Bernaldo de Quirós, IX marqués de Santiago (1812-1885) Con sucesión |  |  | José María Bernaldo de Quirós, VIII marqués de Campo Sagrado (1840-1911)              | José María Bernaldo de Quirós, VIII marqués de Campo Sagrado (1840-1911)              | José María Bernaldo de Quirós, VIII marqués de Campo Sagrado (1840-1911)              | José María Bernaldo de Quirós, VIII marqués de Campo Sagrado (1840-1911)              | José María Bernaldo de Quirós, VIII marqués de Campo Sagrado (1840-1911)              | José María Bernaldo de Quirós, VIII marqués de Campo Sagrado (1840-1911)              |  |  |                                                   |                                                   |                                                   |                                                   |                                                   |                                                   |  |  |  |  |  |  |  |  |  |  |  |  |  |  |  |  |  |  |  |  |  |  |  |  |  |  |  |  |
| Francisco Antonio Bernaldo de Quirós, señor de Olloniego (1793-1861)                         | Francisco Antonio Bernaldo de Quirós, señor de Olloniego (1793-1861)                         | Francisco Antonio Bernaldo de Quirós, señor de Olloniego (1793-1861)                         | Francisco Antonio Bernaldo de Quirós, señor de Olloniego (1793-1861)                         | Francisco Antonio Bernaldo de Quirós, señor de Olloniego (1793-1861)                         | Francisco Antonio Bernaldo de Quirós, señor de Olloniego (1793-1861)                         |  |  | Antonio Hipólito Bernaldo de Quirós, VII marqués de Santiago (1809-1848) | Antonio Hipólito Bernaldo de Quirós, VII marqués de Santiago (1809-1848) | Antonio Hipólito Bernaldo de Quirós, VII marqués de Santiago (1809-1848) | Antonio Hipólito Bernaldo de Quirós, VII marqués de Santiago (1809-1848) | Antonio Hipólito Bernaldo de Quirós, VII marqués de Santiago (1809-1848) | Antonio Hipólito Bernaldo de Quirós, VII marqués de Santiago (1809-1848) |  |  | Pedro Pablo Bernaldo de Quirós, VIII marqués de Santiago (1811-1875)          | Pedro Pablo Bernaldo de Quirós, VIII marqués de Santiago (1811-1875)          | Pedro Pablo Bernaldo de Quirós, VIII marqués de Santiago (1811-1875)          | Pedro Pablo Bernaldo de Quirós, VIII marqués de Santiago (1811-1875)          | Pedro Pablo Bernaldo de Quirós, VIII marqués de Santiago (1811-1875)          | Pedro Pablo Bernaldo de Quirós, VIII marqués de Santiago (1811-1875)          |  |  | Carlos Bernaldo de Quirós, IX marqués de Santiago (1812-1885) Con sucesión | Carlos Bernaldo de Quirós, IX marqués de Santiago (1812-1885) Con sucesión | Carlos Bernaldo de Quirós, IX marqués de Santiago (1812-1885) Con sucesión | Carlos Bernaldo de Quirós, IX marqués de Santiago (1812-1885) Con sucesión | Carlos Bernaldo de Quirós, IX marqués de Santiago (1812-1885) Con sucesión | Carlos Bernaldo de Quirós, IX marqués de Santiago (1812-1885) Con sucesión |  |  | José María Bernaldo de Quirós, VIII marqués de Campo Sagrado (1840-1911)              | José María Bernaldo de Quirós, VIII marqués de Campo Sagrado (1840-1911)              | José María Bernaldo de Quirós, VIII marqués de Campo Sagrado (1840-1911)              | José María Bernaldo de Quirós, VIII marqués de Campo Sagrado (1840-1911)              | José María Bernaldo de Quirós, VIII marqués de Campo Sagrado (1840-1911)              | José María Bernaldo de Quirós, VIII marqués de Campo Sagrado (1840-1911)              |  |  |                                                   |                                                   |                                                   |                                                   |                                                   |                                                   |  |  |  |  |  |  |  |  |  |  |  |  |  |  |  |  |  |  |  |  |  |  |  |  |  |  |  |  |
| José Bernaldo de Quirós y Peón (1817-1901) Con sucesión en los marqueses de Argüelles        | José Bernaldo de Quirós y Peón (1817-1901) Con sucesión en los marqueses de Argüelles        | José Bernaldo de Quirós y Peón (1817-1901) Con sucesión en los marqueses de Argüelles        | José Bernaldo de Quirós y Peón (1817-1901) Con sucesión en los marqueses de Argüelles        | José Bernaldo de Quirós y Peón (1817-1901) Con sucesión en los marqueses de Argüelles        | José Bernaldo de Quirós y Peón (1817-1901) Con sucesión en los marqueses de Argüelles        |  |  |                                                                          |                                                                          |                                                                          |                                                                          |                                                                          |                                                                          |  |  |                                                                               |                                                                               |                                                                               |                                                                               |                                                                               |                                                                               |  |  |                                                                            |                                                                            |                                                                            |                                                                            |                                                                            |                                                                            |  |  | Jesús María Bernaldo de Quirós, I marqués de Quirós y IX de Campo Sagrado (1871-1939) | Jesús María Bernaldo de Quirós, I marqués de Quirós y IX de Campo Sagrado (1871-1939) | Jesús María Bernaldo de Quirós, I marqués de Quirós y IX de Campo Sagrado (1871-1939) | Jesús María Bernaldo de Quirós, I marqués de Quirós y IX de Campo Sagrado (1871-1939) | Jesús María Bernaldo de Quirós, I marqués de Quirós y IX de Campo Sagrado (1871-1939) | Jesús María Bernaldo de Quirós, I marqués de Quirós y IX de Campo Sagrado (1871-1939) |  |  |                                                   |                                                   |                                                   |                                                   |                                                   |                                                   |  |  |  |  |  |  |  |  |  |  |  |  |  |  |  |  |  |  |  |  |  |  |  |  |  |  |  |  |
| José Bernaldo de Quirós y Peón (1817-1901) Con sucesión en los marqueses de Argüelles        | José Bernaldo de Quirós y Peón (1817-1901) Con sucesión en los marqueses de Argüelles        | José Bernaldo de Quirós y Peón (1817-1901) Con sucesión en los marqueses de Argüelles        | José Bernaldo de Quirós y Peón (1817-1901) Con sucesión en los marqueses de Argüelles        | José Bernaldo de Quirós y Peón (1817-1901) Con sucesión en los marqueses de Argüelles        | José Bernaldo de Quirós y Peón (1817-1901) Con sucesión en los marqueses de Argüelles        |  |  |                                                                          |                                                                          |                                                                          |                                                                          |                                                                          |                                                                          |  |  |                                                                               |                                                                               |                                                                               |                                                                               |                                                                               |                                                                               |  |  |                                                                            |                                                                            |                                                                            |                                                                            |                                                                            |                                                                            |  |  | Jesús María Bernaldo de Quirós, I marqués de Quirós y IX de Campo Sagrado (1871-1939) | Jesús María Bernaldo de Quirós, I marqués de Quirós y IX de Campo Sagrado (1871-1939) | Jesús María Bernaldo de Quirós, I marqués de Quirós y IX de Campo Sagrado (1871-1939) | Jesús María Bernaldo de Quirós, I marqués de Quirós y IX de Campo Sagrado (1871-1939) | Jesús María Bernaldo de Quirós, I marqués de Quirós y IX de Campo Sagrado (1871-1939) | Jesús María Bernaldo de Quirós, I marqués de Quirós y IX de Campo Sagrado (1871-1939) |  |  |                                                   |                                                   |                                                   |                                                   |                                                   |                                                   |  |  |  |  |  |  |  |  |  |  |  |  |  |  |  |  |  |  |  |  |  |  |  |  |  |  |  |  |
|                                                                                              |                                                                                              |                                                                                              |                                                                                              |                                                                                              |                                                                                              |  |  |                                                                          |                                                                          |                                                                          |                                                                          |                                                                          |                                                                          |  |  |                                                                               |                                                                               |                                                                               |                                                                               |                                                                               |                                                                               |  |  |                                                                            |                                                                            |                                                                            |                                                                            |                                                                            |                                                                            |  |  | Luis Bernaldo de Quirós, II marqués de Quirós y X de Campo Sagrado (1917-1996)        |                                                                                       |                                                                                       |                                                                                       |                                                                                       |                                                                                       |  |  |                                                   |                                                   |                                                   |                                                   |                                                   |                                                   |  |  |  |  |  |  |  |  |  |  |  |  |  |  |  |  |  |  |  |  |  |  |  |  |  |  |  |  |
|                                                                                              |                                                                                              |                                                                                              |                                                                                              |                                                                                              |                                                                                              |  |  |                                                                          |                                                                          |                                                                          |                                                                          |                                                                          |                                                                          |  |  |                                                                               |                                                                               |                                                                               |                                                                               |                                                                               |                                                                               |  |  |                                                                            |                                                                            |                                                                            |                                                                            |                                                                            |                                                                            |  |  |                                                                                       |                                                                                       |                                                                                       |                                                                                       |                                                                                       |                                                                                       |  |  |                                                   |                                                   |                                                   |                                                   |                                                   |                                                   |  |  |  |  |  |  |  |  |  |  |  |  |  |  |  |  |  |  |  |  |  |  |  |  |  |  |  |  |
|                                                                                              |                                                                                              |                                                                                              |                                                                                              |                                                                                              |                                                                                              |  |  |                                                                          |                                                                          |                                                                          |                                                                          |                                                                          |                                                                          |  |  |                                                                               |                                                                               |                                                                               |                                                                               |                                                                               |                                                                               |  |  |                                                                            |                                                                            |                                                                            |                                                                            |                                                                            |                                                                            |  |  | Iván Bernaldo de Quirós, III marqués de Quirós y XI de Campo Sagrado (n. 1956)        |                                                                                       |                                                                                       |                                                                                       |                                                                                       |                                                                                       |  |  |                                                   |                                                   |                                                   |                                                   |                                                   |                                                   |  |  |  |  |  |  |  |  |  |  |  |  |  |  |  |  |  |  |  |  |  |  |  |  |  |  |  |  |
|                                                                                              |                                                                                              |                                                                                              |                                                                                              |                                                                                              |                                                                                              |  |  |                                                                          |                                                                          |                                                                          |                                                                          |                                                                          |                                                                          |  |  |                                                                               |                                                                               |                                                                               |                                                                               |                                                                               |                                                                               |  |  |                                                                            |                                                                            |                                                                            |                                                                            |                                                                            |                                                                            |  |  |                                                                                       |                                                                                       |                                                                                       |                                                                                       |                                                                                       |                                                                                       |  |  |                                                   |                                                   |                                                   |                                                   |                                                   |                                                   |  |  |  |  |  |  |  |  |  |  |  |  |  |  |  |  |  |  |  |  |  |  |  |  |  |  |  |  |
|                                                                                              |                                                                                              |                                                                                              |                                                                                              |                                                                                              |                                                                                              |  |  |                                                                          |                                                                          |                                                                          |                                                                          |                                                                          |                                                                          |  |  |                                                                               |                                                                               |                                                                               |                                                                               |                                                                               |                                                                               |  |  |                                                                            |                                                                            |                                                                            |                                                                            |                                                                            |                                                                            |  |  | Iván Bernaldo de Quirós y Díaz-Agero (n. 1992)                                        |                                                                                       |                                                                                       |                                                                                       |                                                                                       |                                                                                       |  |  |                                                   |                                                   |                                                   |                                                   |                                                   |                                                   |  |  |  |  |  |  |  |  |  |  |  |  |  |  |  |  |  |  |  |  |  |  |  |  |  |  |  |  |

## Historia genealógica

### Concesionario del marquesado
El primer marqués de Campo Sagrado fue

• Gutierre Bernaldo de Quirós de las Alas y Carreño, señor de Villoria, de Valdeviñayo y de Torrestío, alguacil mayor de Oviedo con vara de regidor, alférez mayor de Avilés, capitán de milicias de este concejo, corregidor de Burgos y de Madrid.

#### Ascendencia y mayorazgos

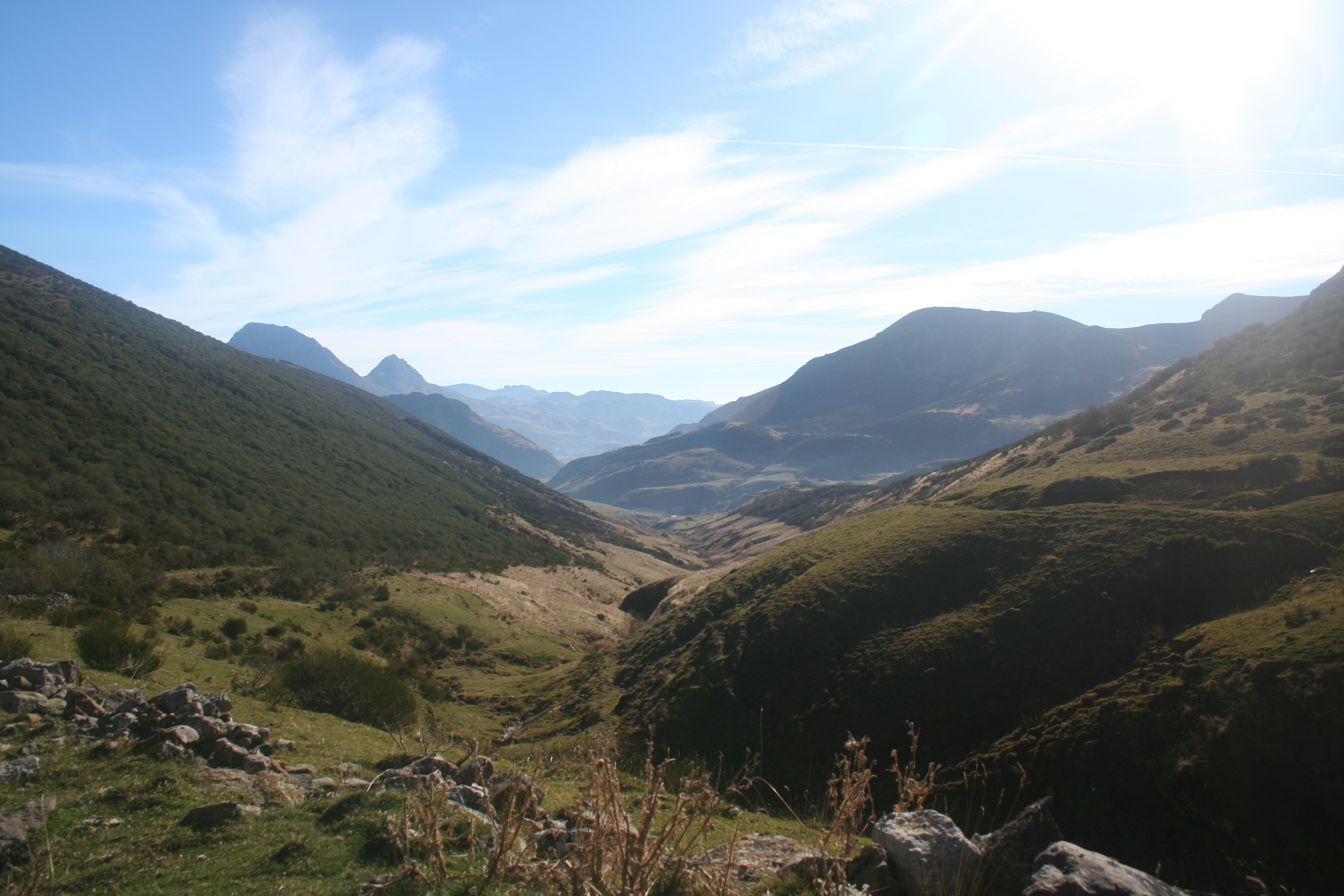
Desde la Baja Edad Media, los Quirós poseían tierras y ganado en Babia. Su patrimonio se redondeaba con el señorío jurisdiccional de la villa de Torrestío y con la posesión de portazgos y oficios de regimiento en la zona. Estos privilegios les reportaban poder municipal y mayores cuotas de aprovechamiento de los pastos comunales. En la imagen, el Camino Real pasa de Torrestío a Asturias a través del Puerto de La Mesa.

Era hijo de Sebastián Bernaldo de Quirós y Ordóñez el Mozo, señor de Villoria y de Viñayo y de las casas de Mieres y Cabañaquinta, que nació poco antes de 1590 y compró el alguacilazgo de Oviedo en 1635, y de Eulalia de las Alas, su segunda mujer, señora de las casas de las Alas y Cascos en la villa de Avilés y Carreño de Prendes. Nieto de Gutierre Bernaldo de Quirós, natural de Mieres, señor de Villoria y de Viñayo y del mayorazgo viejo de Quirós, que en 1598 fundó el vínculo de Cabañaquinta, y de María Ordóñez del Pino, de la casa de este lugar y apellido del concejo de Aller; y materno de Benito de Carreño y Alas, señor de la casa de Prendes, regidor perpetuo de Oviedo y del concejo de Carreño, y de Catalina de las Alas la Moza, señora de las casas de las Alas y Cascos de Avilés y patrona del monasterio de Raíces en Castrillón.
En 1671 Gutierre sucedió en los vínculos de su madre, que incluían el oficio de alférez mayor de Avilés. Y por la incidencia sucesoria que arriba se ha expuesto, recayó en él el mayorazgo viejo, que comportaba los tres señoríos que poseía. Era regidor perpetuo de Babia de Yuso, donde —amén de la jurisdicción de Torrestío— poseía mucha hacienda y ganado. Y tenía también casa principal en Oviedo, en la calle de la Platería.

#### Los conventos de la Merced de Raíces y Sabugo
Señala el P. Garralda que la Orden Militar de la Merced fue fundada en Barcelona por Pedro Nolasco «unos años después de que Francisco de Asís dejara las huellas de su pobreza en aquella ciudad» y que «también a Raíces llegan los mercedarios por las huellas del franciscanismo». En efecto, el convento de Santa María de Raíces en el concejo de Castrillón —llamado generalmente monasterio por hallarse en yermo— fue fundación de los frailes menores de San Francisco, quienes a mediados del siglo XV determinaron abandonarlo, probablemente a causa de su emplazamiento. Y en 1461 pasó a manos de la Merced Calzada como filial del convento de Valladolid, aunque no fue habitado por esta Orden hasta veintidós años después.
La primitiva fundación del cenobio en favor de los franciscanos, entre los años 1413 y 1420, fue debida a Fernando González de Oviedo, vecino de Avilés, quien transmitió el patronato a su descendencia. Fue su nieto Martín González de Oviedo quien, como patrono del convento, dio posesión de él a los mercedarios que vinieron a ocuparlo en 1483. Aún vivía este señor en 1508, y estuvo casado con María de las Alas, hija de esta ilustre familia avilesina que poseía el patronato de la capilla de las Alas contigua a la antigua iglesia parroquial de San Nicolás. Sus descendientes llevaron el apellido Alas y poseyeron el patronato del monasterio de Raíces. Fueron padres de Hernando de las Alas el Viejo, que fundó el mayorazgo de esta casa por escritura del 12 de julio de 1545, y murió el 26 del mismo mes bajo testamento del día anterior. Está enterrado en la Capilla Antigua o de los Alas o de Camposagrado, de la antigua iglesia de San Nicolás de Avilés, hoy de los PP. Franciscanos, lado del Evangelio. Fue «Alférez Mayor de Avilés, Alcayde del Castillo de San Juan, á la entrada del Puerto de dicha villa», continuo de los Reyes Católicos, arrendador del Salín de Avilés (1511), procurador en la Junta General del Principado y comisionado por ella en 1521 para recibir al corregidor Pedro Zapata. Sirvió al Emperador como capitán en las guerras con Francia, y después con dos naves propias, con las que pasó a Italia y se halló en la Jornada de Túnez. Y este Hernando el Viejo fue bisabuelo de Catalina de las Alas la Moza, que sucedió en su casa y patronato, ya citada como abuela materna del I marqués de Campo Sagrado.

#### Matrimonio e hijos
Gutierre Bernaldo de Quirós casó con Ana Bernaldo de Quirós y Huergo (o Güergo), su prima segunda, señora de la casa de Huergo en la parroquia de La Collada y de la torre de Santa Marina, ambas en el concejo de Siero, que testó en Oviedo el 6 de enero de 1691 ante Francisco Lapuerta Ribera. Sobrevivió a su marido al menos hasta 1709, año en que figura en un pleito. Era hija de Sebastián Bernardo de Quirós Lorenzana, caballero de Santiago, que sirvió en el Sitio de Fuenterrabía (1638) y que en 1672 litigaba junto con su yerno el marqués contra el concejo de Lena, y de Antonia Bernardo de Quirós y Huergo, señora de dicha casa; nieta de Francisco Bernardo de Quirós, natural y señor de la casa de la Pola de Lena, y de Ana Bernardo de Quirós, su segunda mujer, y materna de Diego Bernardo de Quirós Lorenzana y de Melchora de Huergo, su segunda mujer, señora de esta casa.
Estos cónyuges fueron enterrados en la capilla mayor del convento de San Francisco de Oviedo y tuvieron tres hijos:
1. José Manuel Bernaldo de Quirós, el primogénito, que sigue.
2. María Antonia Bernaldo de Quirós, que casó con Lope de Junco, su sobrino segundo, señor de la villa de Carrandi y palacio de Gobiendes en el concejo de Colunga, y de la casa y torre de San Esteban de Leces en el de Ribadesella. Lope estaba viudo de María Antonia de Lamadrid,[32] y era hijo y sucesor de Gonzalo Ruiz de Junco y de Margarita de Estrada y Manrique, hija a su vez del teniente general Antonio de Estrada y Manrique de Guevara, corregidor de Ciudad Rodrigo y de Toro, alcalde noble de Llanes, y de Juana Fernández de Cebos, de la casa de este apellido en Benia de Onís. De este matrimonio nacieron dos hijas: Ana y Margarita, ambas monjas en San Pelayo de Oviedo, y dos varones: Gonzalo Ruiz de Junco y Bernardo José de Junco, que poseyeron sucesivamente la casa paterna, quedando ésta en la descendencia del segundo.
3. Y Catalina Teresa Bernaldo de Quirós, nacida el 20 de mayo de 1673 en Mieres, donde testó el 10 de junio de 1704 ante Simón de Pando. Casó dos veces: primera en Oviedo el 17 de diciembre de 1690 con García Alonso de Doriga, señor de la casa de Doriga en el concejo de Salas, que nació hacia 1665 y murió en 1694, hijo de Fernando de Malleza y Doriga, natural y primogénito de la casa de Doriga, en la que no sucedió, paje del rey Felipe IV, caballero de Santiago, colegial de San Pelayo de Salamanca y regidor perpetuo de Oviedo, y de Isabel de Malleza y Miranda, señora del coto de Cortina en el concejo de Tudela[33] y de la casa de Malleza en el de Salas. En segundas nupcias casó con Miguel Queipo de Llano, señor de las casas de Ardaliz en Limés y Llano o Santa Olaya en Cueras, ambas del concejo de Cangas de Tineo, y de las de Villanueva en el de Navia y Pieros en el Bierzo, hijo de Diego Queipo de Llano y Valcárcel, señor de las casas de Ardaliz, donde nació en 1650, Villanueva y Pieros, caballero de Santiago, y de María Teresa de Llano y Queipo, de la casa de Santa Olaya. Con hijas de ambos.

### Marqueses de la línea directa
Al concesionario le sucedió en 1700 su hijo

• José Manuel Bernaldo de Quirós, II marqués de Campo Sagrado, señor de Villoria, de Viñayo y de las casas de Quirós, Alas, Huergo y Carreño. Natural, vecino y alguacil mayor de Oviedo, notario mayor de la Santa Cruzada de esta ciudad y obispado, alférez mayor de Avilés, procurador en la Junta General del Principado por los concejos de Avilés, Pravia, Lena, Aller y Carreño, y también regidor perpetuo de este último. Recibió el bautismo el 11 de mayo de 1679 en San Tirso el Real de Oviedo y murió en 1755 bajo testamento hecho en su casa de Mieres el 24 de julio de 1716 a fe de Antonio Álvarez Vázquez.

El 19 de agosto de 1709 hizo información genealógica erga omnes en Avilés, y poco después inició un pleito por la casa de Figaredo. Desde 1733 formó parte de una comisión creada para allegar fondos a la Universidad de Oviedo y que en 1737 obtuvo de S.M. un arbitrio de medio real por fanega de sal, con que se evitó su inminente cierre. Litigó también por el mayorazgo de Lena y Aller, a raíz de haber muerto sin descendencia varonil en 1734 Sebastián Bernardo de Quirós Benavides y Miranda, señor de Olloniego, primogénito del linaje. En 1749 acreditó que le pertenecían los portazgos de las dos Babias. Este marqués y su segunda mujer fueron clientes del médico Casal.

Casó dos veces: primera con Rosa Manuela de Pazos y Prado, que trajo en dote 30.000 ducados, según escritura hecha en Santiago de Compostela el 18 de octubre de 1697. Esta cantidad no se terminó de cobrar porque ella murió pronto sin prole. Era hija de Jacinto Gregorio de Pazos y Figueroa de Castro, señor de las casas de Castro y Andeiro, y de María Bernarda de Prado Ulloa Rivadeneira, de los señores de la torre de Friol, todo en Galicia.

Y contrajo segundas nupcias, capituladas en Pontevedra el 4 de diciembre de 1699 a fe de Agustín Doval, con Benita Teresa Mariño de Lobera Andrade Sarmiento y Sotomayor, natural de Pontevedra, hija del maestre de campo Fernando Antonio Mariño de Lobera Montenegro Andrade y Sotomayor, I marqués de la Sierra, señor de los lugares de la Sierra y Albeos en el municipio de Creciente (Pontevedra), gentilhombre de boca de S.M., y de Inés Enríquez de Monroy, su primera mujer; nieta del maestre de campo Pedro Mariño de Lobera y Lemos y de Benita de Andrade Sotomayor y Noboa Feijóo, naturales de Pontevedra. Fueron padres de
1. José Manuel Bernaldo de Quirós y Mariño de Lobera, que sigue,
2. Juan Manuel Bernaldo de Quirós y Mariño de Lobera, que fue bautizado en San Tirso el Real de Oviedo el 23 de abril de 1703 y murió en Madrid, colación de San Martín, el 22 de enero de 1777.[41] Obtuvo una canonjía y la dignidad de abad de Villoria en la Catedral ovetense, y después fue canónigo y dignidad de arcediano de la Metropolitana y Primada de Toledo; capellán mayor de las Descalzas Reales de Madrid y sumiller de cortina de S.M.
3. Fernando Bernaldo de Quirós y Mariño de Lobera, que sucedió al anterior como canónigo de Oviedo y abad de Villoria. Después de gozar un tiempo de esta dignidad capitular, la permutó por otra prebenda que había obtenido Miguel de Jovellanos y Carreño, cuya carga no podía atender este por residir en Italia.[13]
4. Gabriel Bernaldo de Quirós y Mariño de Lobera, que murió mozo, y
5. María Teresa Gertrudis Bernaldo de Quirós y Mariño de Lobera, que casó en Oviedo el 25 de abril de 1734 con Baltasar González de Cienfuegos y Caso, o de Caso y Cienfuegos, V conde de Marcel de Peñalba, señor del concejo de Allande[42] y del coto de Cazo en el de Ponga, regidor perpetuo y alcalde mayor de ronda de Oviedo, patrono de la capilla de San Andrés en la parroquial de San Isidoro el Real de dicha ciudad, alguacil mayor de Avilés, señor del palacio de Valdés de la villa de Cangas de Tineo y del de Sorribas en Piloña, torre del Ferrero en Gozón y casas de Maldonado y Múxica en Salamanca, que nació hacia 1705 y murió intestado en Oviedo el 24 de octubre de 1770. María Teresa murió prematuramente dejando una hija,[43] y el conde casó dos veces más,[44] y tuvo de su segunda mujer descendencia masculina en que siguió la casa. Era hermano de Josefa Francisca de Cienfuegos, la mujer de José Manuel, de quien se hablará en seguida.

En 1755 sucedió su hijo

• José Manuel Bernaldo de Quirós y Mariño de Lobera, III marqués de Campo Sagrado, señor de Villoria y de Viñayo y de las casas de Quirós, Alas, Carreño y Huergo. Natural y alférez mayor de la villa de Avilés, fue bautizado en la parroquial de San Nicolás el 12 de septiembre de 1706; falleció en Oviedo el 10 de diciembre de 1766 bajo testamento del anterior día 5 hecho a fe de José Muñiz, y recibió sepultura el 12 en el convento de San Francisco. Fue alguacil mayor de Oviedo, notario mayor de la Santa Cruzada de esta ciudad y obispado y regidor perpetuo del concejo de Carreño.

En 1755 sucedió a su padre y mandó edificar el suntuoso palacio de su título en la ovetense plaza de la Fortaleza (después llamada de Porlier), encargando el proyecto a los arquitectos Pedro Fernández Lorenzana y Domingo Suárez Solar. En 1757 estaba terminado y entró a habitarlo con su mujer. En 1762 elevó a S.M. una súplica sobre el abasto de carnes de Oviedo. En 1764 movió pleito al marqués de Ferrera sobre la prelación de asientos que ambos pretendían en el ayuntamiento y en las funciones públicas de la ciudad. Por el mismo año litigaba también con el monasterio de Valdediós, que le reclamaba algunos bienes.

Casó el 9 de noviembre de 1727, en San Tirso el Real de Oviedo, con Josefa Francisca Ignacia de Cienfuegos y Caso, que fue bautizada en San Pablo de Sorribas (Piloña) el 23 de enero de 1704, hija de Rodrigo González de Cienfuegos y Valdés, IV conde de Marcel de Peñalba, señor de Allande, caballero de Santiago, natural y dueño de la torre del Ferrero en la parroquia de San Bartolomé de Viodo (Gozón), bautizado el 9 de julio de 1667, y de Ana Manuela de Caso Múxica y Maldonado, natural y dueña del palacio de Sorribas, señora del coto de Cazo y de las casas de Maldonado y Múxica en Salamanca.

Los terceros marqueses de Camposagrado fueron padres de:
1. José Manuel Bernaldo de Quirós y Cienfuegos, el primogénito, que murió mozo antes que su padre.
2. Gabriel Bernaldo de Quirós y Cienfuegos, que era el inmediato sucesor pero «padecía accidente que le incapacitó para tomar estado» y también murió mozo en vida de su padre.
3. Rosa Bernaldo de Quirós y Cienfuegos, nacida en Oviedo el 6 de noviembre de 1728 y finada en Avilés el 25 de abril de 1766. Casó en Oviedo el 16 de julio de 1746, previa escritura dotal del 27 de marzo, con Pedro de Valdés y Solís de Carvajal, natural y mayorazgo de la casa de Valdés de Gijón, bautizado en San Pedro el 15 de diciembre de 1718, señor de los cotos de Granda y Tresali y de las casas de Figaredo (Mieres), Solís (Corvera), Carvajal (Llanera), Ania (las Regueras), etc., regidor perpetuo de Oviedo y de Gijón, el cual volvió a casar el 13 de mayo de 1771 con Josefa del Busto Solís y León, y murió en Avilés el 3 de junio de 1796. Hijo y sucesor de Pedro de Valdés y Bernaldo de Quirós, natural y procurador síndico de Gijón, y de Josefa de Solís y Rodríguez Carvajal, señora de las casas de sus apellidos. Con sucesión.
4. Francisco Antonio Bernaldo de Quirós y Cienfuegos, que sigue, y
5. María Antonia Bernaldo de Quirós y Cienfuegos, que fue bautizada en San Tirso el Real de Oviedo el 24 de septiembre de 1738. Casó en la misma parroquia el 28 de diciembre de 1754, llevando en dote 12.000 ducados,[51] con Joaquín José Queipo de Llano y Quiñones, V conde de Toreno, alférez mayor del Principado y regidor perpetuo de Oviedo, socio de mérito de la Económica Matritense y académico honorario de la Real de la Historia, natural y señor de la casa de su apellido en Cangas de Tineo, que fue bautizado el 12 de enero de 1728 en la colegiata de Santa María Magdalena, de su patronato, y falleció en 1796. Hijo y sucesor de Fernando Queipo de Llano y Doriga Malleza, IV conde de Toreno, señor del coto de Cortina en la parroquia de Naves, concejo de Tudela, y de las casas de Malleza en el de Salas y Arnedo en la Rioja, y de Bernarda de Quiñones y Pimentel, su mujer, señora de los lugares de Yebra y Canedo y de la casa de Quiñones de Ponferrada, todo en el Bierzo, y del coto de Cerredo y Degaña en Asturias, nacida en la ciudad de Motril. Con descendencia agnada en que siguió la casa de Toreno, agraciada con la grandeza de España en 1838.

En 1766 sucedió su hijo

• Francisco Antonio Bernaldo de Quirós y Cienfuegos, IV marqués de Campo Sagrado, señor de Viñayo y de Villoria, natural y alguacil mayor de Oviedo, notario mayor de la Santa Cruzada de esta ciudad, alférez mayor de Avilés, que fue bautizado en San Juan el Real el 24 de febrero de 1733 y murió el 13 de diciembre de 1790 en Madrid, feligresía de San Martín, habiendo otorgado en esta Corte poder recíproco para testar a favor de su mujer, por escritura que pasó ante Antonio Rivera el 13 de julio de 1786, en cuya virtud hizo ella el testamento en Madrid el 2 de julio de 1791 a fe de Félix Rodríguez. Fue colegial del Mayor de Santa Cruz de Valladolid y sirvió en Palacio muchos años como gentilhombre de manga de los infantes Don Gabriel y Don Francisco Javier, de la Cámara de S.M., y primer caballerizo del dicho Don Gabriel. Escribió un Memorial de los servicios de la Casa de Quirós, y de las de Huergo, Carreño y Alas, en ella incorporadas. Para subvenir a los crecidos gastos de la boda de su primogénito, el 12 de octubre de 1784 solicitó Facultad Real para imponer un censo sobre sus mayorazgos, que le fue concedida al año siguiente.

Casó el 7 de mayo de 1759 en la iglesia parroquial de San Benito de la villa de Fefiñanes, en Cambados, previas capitulaciones que pasaron el mismo día en Pontevedra ante Andrés Bermúdez de Castro, con Francisca de Sales Mariño de Lobera y Pardo de Figueroa, su prima segunda, natural de Pontevedra, que fue bautizada en San Bartolomé el 6 de febrero de 1736 y testó en Oviedo el 15 de julio de 1814 ante Benito José Rodríguez. Era la menor de las tres hijas de Fernando Pablo Mariño de Lobera y Nieto de Silva, III marqués de la Sierra, VII conde del Arco, VII de Guaro y VI de Villafiel, X señor de Villanueva de Messía, natural de Palencia, y de María Micaela Pardo de Figueroa y Duque de Estrada, su mujer, que lo era de Betanzos; nieta de... y materna de Juan José Pardo de Figueroa y Sotomayor, II marqués de Figueroa y de la Atalaya, natural de Betanzos, y de Ana Gregoria Duque de Estada y Valladares, que lo era de Llanes, de los condes de la Vega del Sella, señora de las casas de Villar y Fafián en Galicia.

Fueron padres de
1. Antonio María Bernaldo de Quirós y Mariño de Lobera, primogénito que premurió a su padre, conocido de soltero como el vizconde de las Quintanas, y a raíz de su matrimonio como el conde de Zweveghem (castellanizado, Sobequen). Natural de Oviedo, fue bautizado el 23 de diciembre de 1759 en San Tirso el Real y falleció prematuramente el 4 de julio de 1789 en Madrid, colación de San Sebastián, habiendo otorgado tres días antes poder para testar a fe de José Martín Aguado. Casó en Madrid, parroquial de San Sebastián, el 29 de enero de 1783, con María de la Soledad Isidra Rodríguez de los Ríos y Lasso de la Vega, que era desde niña VI condesa de Zweveghem y V marquesa de la Cimada, y que después de viuda volvió a casar con el marqués de San Adrián y sucedió como V marquesa de Santiago. Natural de Madrid, fue bautizada en la parroquial de San Sebastián el 19 de mayo de 1764, testó en Madrid el 29 de enero de 1790 ante Tomás González de San Martín y murió el 1.º de julio de 1807. Hija de Cayetano Rodríguez de los Ríos, marqués de Santiago, natural de Madrid, y de Paula de Jauche y Lasso de la Vega, condesa de Zweveghem y marquesa de la Cimada, natural de Sevilla. Antonio y Soledad fueron padres de
  1. María Francisca Bernaldo de Quirós y Rodríguez de los Ríos, que nació en Madrid el 22 de noviembre de 1787 y falleció sin descendencia en París el 16 de octubre de 1819. Esta señora y su hermano Antonio, siendo ambos huérfanos y menores de edad, suplicaron en 1807 a S.M. que les nombrase por curador a su tío segundo José Fernando Queipo de Llano y Bernaldo de Quirós, conde de Toreno,[58] el cual movió pleito al marqués de San Adrián, padrastro de sus pupilos, y obtuvo el secuestro de su pensión de viudedad. Casó Francisca en 1810 con Nicolás Pascual del Pobil y Sannazar, marqués de Arneva, maestrante de Valencia, quien la sobrevivió hasta 1837 y volvió a casar con Encarnación Ponce de León, de los duques de Montemar, de la que tuvo sucesión. Nació este señor en Alicante hacia 1780, hijo de Juan Crisóstomo Pascual del Pobil y Rovira, de los barones de Finestrat, maestrante de Valencia, coronel de milicias provinciales, natural y regidor perpetuo de Alicante, bautizado en San Nicolás el 30 de enero de 1721, y de Valeriana de Sannazar y Ordóñez de Villaquirán, nacida el 18 de diciembre de 1724 en Orihuela (Santas Justa y Rufina), donde casaron el 17 de octubre de 1752, hija a su vez de Jacinto de Sannazar, señor de Semiana, teniente coronel de Dragones, y de Teresa Ordóñez de Villaquirant, de los marqueses de Arneva.[59]
  2. Y Antonio María Bernaldo de Quirós y Rodríguez de los Ríos, VI marqués de Santiago, VI de Monreal[60] y VI de la Cimada, VII conde de Zweveghem, grande de España, caballero de Montesa[61] y maestrante de Valencia, colegial del Real Seminario de Nobles de Madrid,[62] prócer del Reino.[63] Natural de Madrid, fue bautizado en la parroquial de San Sebastián el 13 de noviembre de 1788 y murió el 31 de diciembre de 1836. Siendo de muy tierna edad, y por muerte de su abuelo, sucedió en los vínculos regulares de los Quirós. Casó con Real Licencia[64] en Madrid, parroquia de San José, el 16 de julio de 1808, con Hipólita Colón de Larreátegui y Remírez de Baquedano, de igual naturaleza, bautizada en San Pedro el 14 de agosto de 1788 y fallecida el 10 de enero de 1837. Era hermana única de Pedro de los mismos apellidos, duque de Veragua, e hija de Mariano Colón de Toledo Larreátegui y Ximénez de Embún, duque de Veragua y de la Vega, grande de España, marqués de la Jamaica, almirante de la Mar Océana y adelantado mayor de las Indias, grandes cruces de Carlos III e Isabel la Católica, consejero de Castilla y presidente de Hacienda, gentilhombre de Cámara de S.M. con ejercicio y servidumbre, natural de Granada, y de María Guillermina Remírez de Baquedano y Quiñones, su mujer, que lo era de Madrid, hija a su vez del marqués de Auñón, de la Rivera y de Andía, correo mayor de las Provincias Vascongadas.
2. José Benito Bernaldo de Quirós y Mariño de Lobera, que sigue,
3. Francisco de Asís José Antonio Bernaldo de Quirós y Mariño de Lobera, que seguirá como VI marqués.
4. Y María Antonia Bernaldo de Quirós y Mariño de Lobera, nacida hacia 1770, colegiala y monja profesa en las Salesas Reales de Madrid.[65]

Bandera inspirada en el informe de Gaspar Melchor de Jovellanos sobre el blasón que debía pintarse en las banderas del Regimiento de Nobles Asturianos. Redactado a petición del VI marqués de Campo Sagrado, este informe proponía usar como insignia la Cruz de la Victoria, y ha servido de fundamento para que en 1984 se adoptara dicho emblema en el escudo del Principado de Asturias.

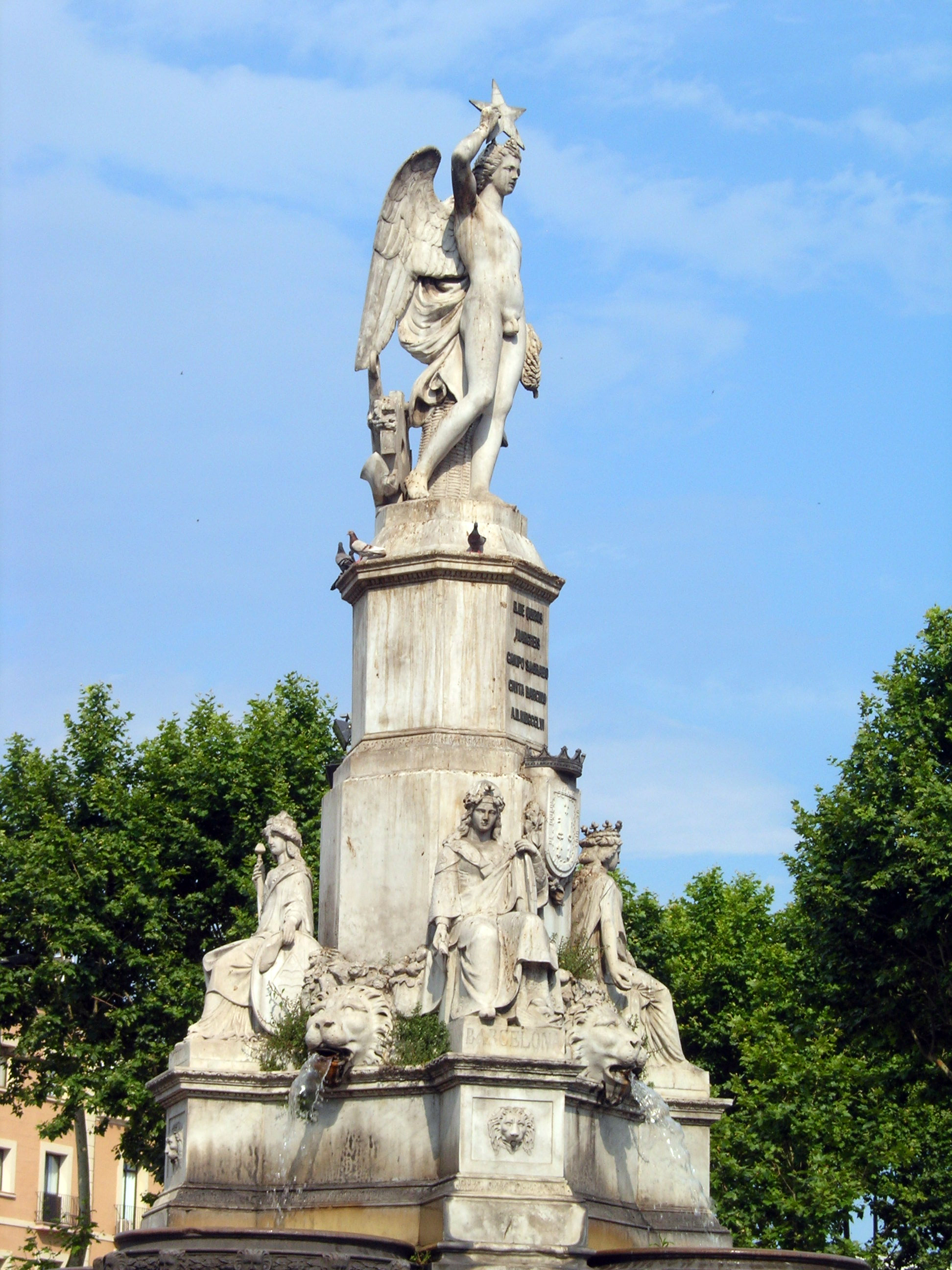
La Fuente del Genio Catalán, erigida en 1856 en la plaza del Palau de Barcelona, delante del Palacio del Virrey. Este monumento honra al VI marqués de Campo Sagrado, capitán general de Cataluña, por haber traído a la ciudad en 1826 las aguas de la sierra de Moncada. La figura alada alegoriza el triunfo del progreso técnico; las cuatro matronas representan a las provincias catalanas, y los caños que brotan de cabezas de león, a los ríos Ebro, Segre, Llobregat y Ter. En el frente, bajo la inscripción, luce un escudo con las armas y lema de los Quirós, timbrado de corona y rodeado de ramos de roble y laurel.

Por premoriencia del primogénito, al IV marqués le sucedió en 1790 su hijo segundogénito
• El doctor José Benito Bernaldo de Quirós y Mariño de Lobera, V marqués de Campo Sagrado, clérigo secular natural de Oviedo. Previa información genealógica, estudió Cánones de 1778 a 1785 en la Academia de Santa María de Jesús de la Universidad de Alcalá de Henares, donde fue profesor de Jurisprudencia. Después fue canónigo y maestrescuela de la Catedral de Cuenca y sumiller de cortina de S.M. Tomó posesión del mayorazgo de Campo Sagrado en 1790, pero dos años después hizo renuncia y cesión del mismo propter nuptias en favor de su hermano Francisco. Desde 1801 litigó por el marquesado de Monreal con Antonio María Bernaldo de Quirós y Rodríguez de los Ríos, su sobrino carnal, que por ser menor estuvo representado por su madre la marquesa de Santiago.

En 1792 sucedió por cesión su hermano menor

• Francisco Bernaldo de Quirós y Mariño de Lobera, VI marqués de Campo Sagrado, señor de Viñayo y de Villoria, alguacil mayor de Oviedo, notario mayor del Tribunal de la Santa Cruzada de esta ciudad y obispado, caballero gran cruz de Carlos III, que nació en el palacio de Oviedo el 26 de abril de 1763, fue bautizado el 28 en San Juan el Real, y murió sin descendencia en Madrid el 5 de febrero de 1837. Sostuvo un nuevo pleito sobre la posesión y aprovechamiento de los pastos del Lazado y otros puertos de Babia, vinculados al mayorazgo viejo de Quirós.

Ingresó en el Colegio de Artillería en el año 1777, con catorce de edad. Combatió en el sitio y rendición del castillo de San Felipe de Mahón, en el de Gibraltar y en la Guerra contra la República Francesa. Fue coronel del Regimiento de Nobles Asturianos, y se retiró del servicio con dicho empleo en 1803, condecorado con las Órdenes de San Hermenegildo y la Lis de Francia. Pero al estallar la Guerra de la Independencia volvió a empuñar las armas a requerimiento de la Junta Suprema del Principado, que le nombró teniente general y le designó (junto con su amigo Jovellanos) para integrar la Junta Central. Después fue diputado a Cortes en las de Cádiz, ministro de la Guerra (1815-1817) y capitán general de Cataluña y de Castilla la Nueva. Fue consejero de Estado, socio honorario de la Real de Amigos del País de Asturias, presidente de la Academia Médico-Práctica de Barcelona, etc.

Contrajo primeras nupcias en 1792 con María Escolástica de Valdés e Inclán, su sobrina segunda, natural de Gijón. Pero enviudó poco después sin prole y volvió a casar en 1801, previas capitulaciones y Real Licencia, con una hermana menor de la primera: Jacoba de Valdés e Inclán, dama noble de María Luisa, que nació en Gijón en 1784, murió en Oviedo en 1858 y está sepultada en la iglesia de San Nicolás de Villoria. Ambas eran hermanas de Álvaro de Valdés e Inclán, conde de Canalejas y adelantado de la Florida; hijas de Fernando de Valdés y Bernaldo de Quirós, señor de los cotos de Granda y Tresali y de la casa de su apellido en Gijón y agregadas, regidor perpetuo de esta villa y de la ciudad de Oviedo, maestrante de Granada, teniente coronel del Regimiento Provincial, y de Benita de Inclán Valdés, su mujer, poseedora de otros muchos mayorazgos; y nietas de Pedro de Valdés Solís y de Rosa Bernaldo de Quirós y Cienfuegos, ya citados entre los hijos del III marqués.

### Pleito y salto de línea
En 1837, al fallecer sin descendencia el VI marqués de Campo Sagrado, se suscitó un complicado pleito por la sucesión. El año anterior le había premuerto su único sobrino carnal agnado, Antonio María Bernaldo de Quirós y Rodríguez de los Ríos, marqués de Santiago y de Monreal (único hijo varón de su hermano primogénito, Antonio María Bernaldo de Quirós y Mariño de Lobera, que como ya se ha dicho premurió a su padre el IV marqués de Campo Sagrado). Pero el difunto sobrino había dejado hijos varones, que eran los herederos más propincuos del causante.
El mayorazgo de Campo Sagrado era, como se ha dicho, de agnación rigurosa e incompatible con el de Monreal, y tenía un peculiar orden de llamamientos que no contemplaba el derecho de representación, y que en la sucesiones transversales prefería al tío sobre el sobrino.

#### Litigantes
En este pleito se interesaron cinco litigantes, todos varones agnados del linaje de Quirós. Dos de ellos murieron antes de dictarse la sentencia. Fueron a saber:
- Antonio Hipólito Bernaldo de Quirós y Colón de Larreátegui, marqués de Santiago, de Monreal y de la Cimada, grande de España, conde de Zweveghem. Era sobrino nieto del causante (hijo de su sobrino Antonio María Bernardo de Quirós y Mariño de Lobera, poseedor de los mismos títulos, y nieto de su hermano Antonio María Bernardo de Quirós y Mariño de Lobera) y octavo nieto de Sebastián Bernardo de Quirós el Viejo. Murió soltero y sin descendencia en Madrid el 23 de enero de 1848.
- Pedro Pablo Bernaldo de Quirós y Colón de Larreátegui, hermano del anterior, que en el supuesto de que se declarasen incompatibles los marquesados de Monreal y Campo Sagrado, pretendía este subsidiariamente. Por muerte de su hermano mayor le sucedió en los títulos y se subrogó en su parte en el pleito.
- Francisco Bernardo de Quirós Benavides y Bermúdez, señor de las villas de Olloniego y Carrandi, del mayorazgo de Quirós con asiento en la Pola de Lena y Soto de Aller, de los palacios de Gobiendes y Villabona y de las torres de San Esteban en Leces y de Benavides en Molinaseca. Pariente muy lejano del causante. Era 8.º nieto de Sebastián Bernardo de Quirós el Viejo por línea primogénita, pero su rama había sido preterida en la sucesión del mayorazgo viejo por premoriencia en el siglo XVI (antes de la creación del título).
- José María Bernaldo de Quirós y Llanes, señor de la casa de Villa. Aunque era sobrino tercero del causante por línea femenina,[82] su parentesco por línea agnada era también muy remoto. Y su línea era muy menor. Era 7.º nieto de Sebastián Bernardo de Quirós el Viejo (de quien venía por Pedro Bernardo de Quirós, su quinto hijo varón).
- Marcos Bernaldo de Quirós y Navia, vecino de Pravia, que era tío carnal del anterior. Segundón de la casa de Villa y 6.º nieto de Sebastián Bernardo de Quirós el Viejo, era de la misma generación que el causante. Murió sin hijos durante el desarrollo del pleito, hacia 1845.

#### Sentencia
La sentencia declaraba que en el momento de vacar la casa por muerte del VI marqués de Campo Sagrado, su inmediato sucesor era Marcos Bernaldo de Quirós y Navia, pese a la desventaja de su línea, por tener la prioridad de grado entre todos los agnados supérstites. Y que por muerte de dicho Tomás, la posesión civilísima había recaído en José María Bernaldo de Quirós y Llanes, su sobrino carnal, que estaba en grado de tío respecto a los otros tres litigantes.

#### Bienes vinculados
El 11 de diciembre de 1820 se había promulgado la Ley de Desvinculación de los mayorazgos, estando en posesión del de esta casa el VI marqués de Campo Sagrado. La sentencia de 1850, en concurrencia con dicha ley, determinaba que la mitad de los bienes vinculados al mayorazgo de Campo Sagrado, que ya eran libres, pasasen a los hermanos Bernaldo de Quirós y Colón, sobrinos nietos y herederos del causante. Y que al nuevo marqués le correspondía la mitad reservable, en pago de la cual se le adjudicaron, entre otros bienes, el palacio de Mieres y el de Villoria.
El palacio de Oviedo fue vendido poco después a la Real Audiencia, convirtiéndose en la sede de esta institución, después Audiencia Territorial y hoy Tribunal Superior de Justicia del Principado de Asturias.

### Marqueses de la segunda línea
Sucedió por sentencia judicial firme y Real Carta del 23 de febrero de 1850

• José María Bernaldo de Quirós y Llanes (Pepito Quirós), VII marqués de Campo Sagrado. Natural y dueño del palacio de Villa, fue bautizado en la parroquial de San Martín de Riaño el 6 de septiembre de 1809 y murió en su casa natal el 15 de julio de 1865. Heredó también de su padre los palacios de San Feliz, arrabal de la Pola de Lena, y de La Villa Hevia en Santa Marina de Cuclillos, concejo de Siero, y una casa principal en Oviedo, en la calle de la Ferrería. Y a raíz de suceder en el título de Campo Sagrado, recibió además —en pago de los bienes reservativos de este mayorazgo— el palacio de Mieres y el de Villoria. Fue diputado a Cortes, prócer y senador vitalicio del Reino y caballero gran cruz de Isabel la Católica.

Su ascendencia se expondrá como apéndice más abajo.

Este marqués fue el autor del celebrado Manifiesto del Hambre de 1854, en el que además de denunciar la hambruna que padecía entonces Asturias, proponía medidas muy prácticas para remediarla. En 1858 hospedó por primera vez en su palacio de Mieres a la reina Isabel II, durante su gira por Asturias. Desde entonces, Doña Isabel dispensó un gran afecto a los Campo Sagrado, repitiéndose sus visitas y las de otros miembros de la Familia Real. Y pocos años después, el primogénito y una hija de los marqueses casaron con sendos hermanos uterinos de la soberana. Se conserva bastante correspondencia del marqués dirigida a la Reina Gobernadora, durante los años 1860-1865.

Casó el 26 de noviembre de 1836, en la iglesia de San Miguel Arcángel de Alba de Tormes, con María Josefa Antonia González de Cienfuegos y Navia Osorio (Pepita), su prima segunda, natural de Vega de Ribadeo en el concejo de Castropol, que fue bautizada en Nuestra Señora de la Asunción el 15 de abril de 1812 y murió en Gijón el 15 de abril de 1896. Era la hija mayor del brigadier Juan Martín González de Cienfuegos y Carrió (Juanín), VII conde de Marcel de Peñalba, último señor del coto de Cazo y de los mayorazgos, oficios y patronatos de su casa, natural y regidor de Oviedo, y de María Ana de Navia Osorio y Cray Winquel, su mujer, natural de Barcelona, hija de los VII marqueses de Santa Cruz de Marcenado.

Fueron padres de:
1. María Bernaldo de Quirós y González de Cienfuegos (Mariquita), que nació hacia 1837 en Alba de Tormes y falleció intestada en Gijón el 20 de marzo de 1925. Casó en la capilla del palacio de Villa el 6 de junio de 1864 (inscrita en San Martín de Riaño) con José María de Cienfuegos-Jovellanos y García-Sala, su tío tercero, dueño del palacio de Jovellanos de Gijón, donde nació el 6 de mayo de 1836, y fallecido en la misma villa el 15 de noviembre de 1898, hijo de Gaspar González de Cienfuegos Jovellanos y Argüelles, señor de Peñerudes, nacido en Trubia el 18 de noviembre de 1807, y de Cándida García Sala y Blanco Cirieño, nacida el 14 de septiembre de 1814 en Gijón y bautizada en la parroquial de San Pedro, donde casaron el 3 de agosto de 1833. Por este casamiento se unían las descendencias de los tres matrimonios del V conde de Marcel de Peñalba. Con posteridad.[95]
2. Eladia Bernaldo de Quirós y González de Cienfuegos, natural de Oviedo, que fue bautizada el 18 de febrero de 1839 en la parroquial de San Tirso el Real y falleció el 31 de marzo de 1909 en Somió, concejo de Gijón. Casó en su parroquia natal el 11 de septiembre de 1861 con Fernando María Muñoz y Borbón, II duque de Riánsares y de Tarancón, dos veces grande de España, II marqués de San Agustín, I conde de Casa Muñoz, II vizconde de Rostrollano y I de la Alborada,[96] coronel de Caballería. Nació este señor en el Palacio Real de Madrid el 27 de abril de 1838 y murió en Somió el 7 de diciembre de 1910. Era hermano uterino de la reina Isabel II y entero de María Cristina Muñoz, la mujer del primogénito, cuya filiación se expondrá en el párrafo siguiente. Con descendencia en que siguen dichas grandezas y títulos.
3. José María Bernaldo de Quirós y González de Cienfuegos, que sigue,
4. Álvaro Bernaldo de Quirós y González de Cienfuegos, natural de Oviedo y bautizado en San Tirso el Real el 11 de octubre de 1841. Debió de morir niño.
5. Iván Bernaldo de Quirós y González de Cienfuegos, que nació en Oviedo, en la calle de la Ferrería, y recibió el bautismo en San Isidoro el 27 de julio de 1843. Murió intestado y sin prole el 23 de mayo de 1885 en su casa del Salón del Prado n.º 12 de Madrid (inscrita en la parroquia de San Sebastián), heredándole su madre. Contrajo matrimonio en Madrid el 28 de septiembre de 1874, capitulado la víspera ante Tomás Carbonell, con Teresa Rita de Samaniego y Lassús, XIII condesa de Torrejón, grande de España de primera clase, IX marquesa de Tejada de San Llorente, natural de Madrid, que recibió el bautismo en San Sebastián el 9 de diciembre de 1840, murió viuda el 7 de mayo de 1902 en la citada casa de Madrid, feligresía de San José, y fue enterrada con su marido en el cementerio de San Lorenzo. Era hermana y sucesora de Adolfo de Samaniego y Lassús, XII conde de Torrejón, etc., e hija de Joaquín de Samaniego y Godoy, XI conde de Torrejón y de Casa Trejo, grande de España, V marqués de Valverde de la Sierra, VIII de Caracena del Valle, VI de Monte Real, X de Villabenázar y VIII de Tejada de San Llorente, senador vitalicio del Reino, gran cruz de Carlos III, gentilhombre de Cámara de S.M. con ejercicio y servidumbre, natural de Madrid, y de Juana de Lassús y Vallés, dama noble de María Luisa, nacida en Cádiz y que antes que con el conde había estado casada con el III marqués del Puente de la Virgen. Sin sucesión.[97]
6. Ignacia Bernaldo de Quirós y González de Cienfuegos, nacida hacia 1847. Casó con Alejandro Pidal y Mon, político conservador y filósofo tomista, fundador de la Unión Católica, ministro de Fomento con Cánovas, presidente del Congreso de los Diputados, embajador ante la Santa Sede, director de la Real Academia Española y numerario también de la de Ciencias Morales y Políticas, caballero del Toisón de Oro, etc. Nació el 26 de agosto de 1846 en Madrid, donde falleció el 19 de octubre de 1913. Hijo segundo de Pedro José Pidal y Carniado, I marqués de Pidal, varias veces ministro de la Corona, director de la Real Academia de la Historia y también académico de la Real Academia Española, caballero del Toisón de Oro, etc., natural de Villaviciosa, y de Manuela de Mon y Menéndez, dama noble de María Luisa, que fue hermana del hacendista Alejandro Mon, presidente del Consejo de Ministros, académico de la Española, embajador en París, en Viena y ante la Santa Sede. Su hijo primogénito fue Pedro Pidal y Bernaldo de Quirós, I marqués de Villaviciosa de Asturias. Y el segundo, Manuel, fue creado marqués de Valderrey.
7. Mariana Bernaldo de Quirós y González de Cienfuegos, nacida hacia 1848 y finada el 12 de diciembre de 1887, mujer de Ángel García Rendueles y González Llanos,[98] político moderado, diputado a Cortes,[99] director general de Correos y Telégrafos y de Prisiones.[100] Con prole.[101]
8. Y Carlos Bernaldo de Quirós y González de Cienfuegos, que nació hacia 1850 y murió el 7 de noviembre de 1925. Heredó de sus padres el palacio de San Feliz, a partes con sus hermanas María e Ignacia, y los tres lo vendieron en 1892 a Antonio Sarri Oller, quien poco después obtendría el título pontificio de marqués de San Feliz. De su tío Rodrigo González de Cienfuegos y Navia Osorio heredó el palacio de Carrió en el concejo de Carreño. Por los años 1880 reformó totalmente esta casa, y construyó sus instalaciones ganaderas, dotadas de los últimos avances técnicos y que fueron inauguradas por la reina Isabel II. Casó con María de Canga-Argüelles y López-Dóriga,[102] nacida en 1867 y finada el 23 de agosto de 1942, hija del acaudalado industrial José María de Canga Argüelles y Villalba, II conde de Canga Argüelles, senador vitalicio, fallecido en Madrid en octubre de 1889, y de Joaquina López-Dóriga y Bustamante, natural de Santander. Tuvieron doce hijos.[103]

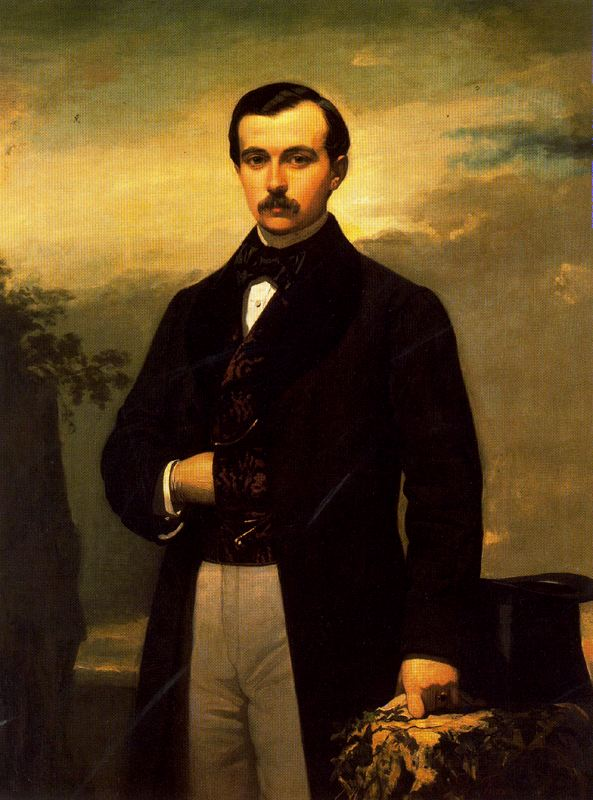
José María Bernaldo de Quirós y González de Cienfuegos, VIII marqués de Campo Sagrado. Retrato por Dionisio Fierros.

Por Real Carta del 16 de mayo de 1866 sucedió su hijo

• José María Bernaldo de Quirós y González de Cienfuegos, VIII marqués de Campo Sagrado, que nació en su casa de Oviedo, fue bautizado el 20 de abril de 1840 en San Tirso el Real y falleció en su palacio de Villa el 24 de abril de 1911. Fue diplomático de carrera, ministro plenipotenciario de S.M.C. en San Petersburgo (1881-1892) y en Constantinopla y Atenas (1897-1908); diputado a Cortes electo diez veces, senador del Reino, caballero gran cruz de Carlos III, maestrante de Granada y gentilhombre de Cámara de S.M. con ejercicio. También se conserva mucha correspondencia dirigida por este marqués y su mujer a la Reina Gobernadora, su suegra y madre.

Casó el 28 de octubre de 1860 en la capilla del Castillo de Malmaison, cerca de París, con María Cristina Muñoz y Borbón, I marquesa de la Isabela y I vizcondesa de la Dehesilla, dama de la Orden de María Luisa, vicepresidenta de la junta de patronos del Hospital de la Princesa, nacida en el Palacio Real de Madrid el 19 de abril de 1840, bautizada en la Capilla Real el 28 siguiente y finada en la misma corte el 20 de diciembre de 1921. Era hermana uterina de la reina Isabel II e hija de la reina gobernadora María Cristina de Borbón, viuda que fue del rey Fernando VII, nacida en el Palacio Real de Palermo el 27 de abril de 1806 y finada en El Havre (Francia) el 22 de agosto de 1878, y del teniente general Agustín Fernando Muñoz y Sánchez, su segundo marido, I duque de Riánsares y marqués de San Agustín, grande de España, duque de Montmorot (título francés), senador del Reino, caballero del Toisón de Oro, gran cruz de Carlos III, maestrante de Granada, etc., natural de Tarancón (Cuenca), bautizado en la Asunción el 6 de mayo de 1808 y fallecido en El Havre el 13 de septiembre de 1873. Nieta de Juan Antonio Muñoz y Funes, I conde de Retamoso, caballero de Santiago, y de Eusebia Sánchez Ortega, naturales de Tarancón, y materna de los reyes de las Dos Sicilias Francisco I de Borbón y Austria y María Isabel de Borbón y Borbón, su segunda mujer, infanta de España.

De este matrimonio nacieron:
1. María de la Fuencisla Bernaldo de Quirós y Muñoz, I marquesa de Eslava,[115] grande de España, dama de la Orden de María Luisa[116] y de las reinas María Cristina y Victoria Eugenia,[117] nacida en Hyères (Provenza, Francia) el 18 de diciembre de 1863 y finada en San Sebastián el 20 de octubre de 1931. Casó en Madrid el 9 de junio de 1884, en la Real Cámara de S.M.,[118] con Joaquín María Mencos y Ezpeleta, conde de Guenduláin y del Vado, grande de España, marqués de la Real Defensa y barón de Bigüezal,[119] caballero de la Orden de Malta,[120] maestrante de Zaragoza y collar de Carlos III,[121] académico de la Real de San Fernando, senador del Reino por derecho propio, gentilhombre de Cámara de S.M. con ejercicio y servidumbre,[122] natural de Pamplona, que fue bautizado en San Nicolás el 11 de julio de 1851 y murió en la misma ciudad el 22 de noviembre de 1936. Viudo con prole de María del Pilar Rebolledo de Palafox, de los marqueses de Lazán. Era hijo de Joaquín Mencos y Manso de Zúñiga, conde de Guenduláin, concesionario de la grandeza, etc., y de María del Pilar de Ezpeleta y Aguirre, condesa del Vado, su segunda mujer. Con descendencia en que sigue la casa de Guenduláin.
2. María de los Desamparados Bernaldo de Quirós y Muñoz, I marquesa de Santa Cristina,[123] grande de España, dama de la Orden de María Luisa[124] y de las reinas María Cristina y Victoria Eugenia,[125] miembro de varias instituciones caritativas,[126] que nació en el palacio de Villa el 8 de noviembre de 1864 y murió en Madrid el 21 de enero de 1951. Casó en Madrid el 24 de enero de 1887, despachándose la Real Licencia al día siguiente,[127] con Alejandro Travesedo y Fernández-Casariego, III marqués de Casariego y vizconde de Tapia, caballero del Real Cuerpo de la Nobleza de Madrid,[128] gentilhombre de Cámara de S.M. con ejercicio y servidumbre,[129] que nació el 17 de septiembre de 1859 en Madrid, donde murió el 21 de enero de 1951, hijo de Juan Travesedo y Canet, I conde de Maluque, y de Carlota Fernández-Casariego y Méndez-Piedra, marquesa de Casariego y vizcondesa de Tapia. Con posteridad.
3. Ana Germana Bernaldo de Quirós y Muñoz, I marquesa de Atarfe,[130] grande de España, dama de la Orden de María Luisa[131] y de las reinas María Cristina y Victoria Eugenia,[132] que nació en Palencia el 19 de marzo de 1866. Heredó el palacio familiar de Villoria, donde falleció el 11 de septiembre de 1934. Casó dos veces: primera en Madrid el 31 de mayo de 1886, con Real Licencia del 17 anterior,[133] con Luis de Jesús de Borbón y Borbón,[134] su primo segundo,[135] I duque de Ánsola,[136] grande de España, caballero gran cruz de las Órdenes portuguesas de Cristo y Avís y maestrante de Sevilla, hijo tercero de los infantes de España Don Sebastián Gabriel de Borbón y Braganza, infante también de Portugal, gran prior de San Juan,[137] y Doña María Cristina de Borbón, su segunda mujer, hermana del rey Don Francisco de Asís. Viuda del duque, volvió a casar el 30 de noviembre de 1890 en la iglesia de San Nicolás de Villoria, con el diplomático Manuel Méndez de Vigo y Méndez de Vigo, embajador de España,[138] diputado a Cortes, gobernador civil de Guipúzcoa, gran cruz de Carlos III,[139] gentilhombre de Cámara de S.M. con ejercicio y servidumbre,[140] hijo de Felipe Méndez de Vigo y Osorio, de los condes de Santa Cruz de los Manueles, y de María de la Paz Méndez de Vigo y Oraá. Con descendencia de ambos.[141]
4. Y Jesús María Bernaldo de Quirós y Muñoz, que sigue.

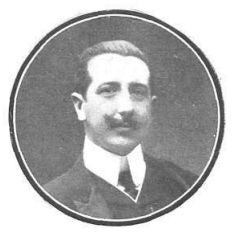
Jesús María Bernaldo de Quirós y Muñoz, I marqués de Quirós, IX de Campo Sagrado y II de la Isabela, X conde de Marcel de Peñalba, II vizconde de la Dehesilla, grande de España. Fotografía por Franzen.

Sucedió por Real Orden del 14 de junio de 1911 su hijo

• Jesús María Bernaldo de Quirós y Muñoz, I marqués de Quirós, IX de Campo Sagrado y II de la Isabela, X conde de Marcel de Peñalba, II vizconde de la Dehesilla, grande de España, que fue licenciado en Derecho, diputado a Cortes, caballero de las Órdenes de Alcántara y Malta, maestrante de Granada y gentilhombre de Cámara de S.M. con ejercicio y servidumbre. Nació en el palacio de Mieres el 21 de julio de 1871, fue bautizado al día siguiente en la parroquial de San Juan, y falleció en Madrid el 4 de diciembre de 1939.

Con motivo de su casamiento, y en vida de sus padres, el rey Alfonso XIII le otorgó el marquesado de Quirós, con grandeza de España. En 1912, como se ha dicho más arriba, solicitó la rehabilitación del vizcondado previo de las Quintanas como título perpetuo, que le fue denegada.

Casó en Madrid el 25 de octubre de 1906 con María del Consuelo Alcalá-Galiano y Osma, dama de la reina Victoria Eugenia, de la Orden de Malta y de la Real Maestranza de Granada, que después de viuda sucedería como VI condesa de Casa Valencia y III de Romilla, IV vizcondesa del Pontón, grande de España. Nacida en Lisboa el 21 de marzo de 1880, era hermana y sucesora de Emilio Alcalá-Galiano y Osma, anterior poseedor de dichos títulos y IV marqués de Castel Bravo, e hija de Emilio Alcalá-Galiano y Valencia, IV conde de Casa Valencia, concesionario de la grandeza de esta casa, II vizconde del Pontón, ministro de Estado, diputado a Cortes, senador del Reino electo y vitalicio, consejero de Estado, embajador en Londres, académico de la Real Academia Española y Real Academia de Ciencias Morales y Políticas, caballero gran cruz de Carlos III y maestrante de Sevilla, gentilhombre de Cámara de S.M. con ejercicio y servidumbre, nacido en Madrid el 9 de marzo de 1831 y finado en San Sebastián el 12 de noviembre de 1914, y de Ana de Osma y Zavala, dama de la Orden de María Luisa y de las reinas María Cristina y Victoria Eugenia, nacida en Lima (Perú) el 18 de julio de 1851 y bautizada en la parroquia del Sagrario de la Catedral el 26 de abril de 1852, que casaron en Madrid el 26 de mayo de 1875 en el oratorio del duque de Villahermosa (inscrita en la parroquia de San Sebastián); nieta de Juan de Alcalá Galiano y Bermúdez, ministro del Tribunal Mayor de Cuentas, primer caballerizo de la reina Isabel II, y de María Teresa de Valencia y Junco, III condesa de Casa Valencia, naturales de Madrid, y materna de Joaquín José de Osma y Ramírez de Arellano, ministro de Relaciones Exteriores del Perú y plenipotenciario en España y en los Estados Unidos, grandes cruces de las Órdenes de Carlos III, Isabel la Católica, Cristo de Portugal y El Sol del Perú, y de Ana de Zavala y la Puente, I marquesa de la Puente y VI de la Puente y Sotomayor, grande de España, naturales de Lima.

Tuvieron cuatro hijos:
1. Iván Bernaldo de Quirós y Alcalá-Galiano, III vizconde de la Dehesilla, maestrante de Granada, que nació primogénito en Madrid el 23 de enero de 1909. Al comenzar la Guerra Civil, participó —junto con los hermanos Miralles y un grupo de voluntarios monárquicos— en un audaz intento de tomar el Puerto de Somosierra, donde murió combatiendo el 23 de septiembre de 1936.[162]
2. Luis Bernaldo de Quirós y Alcalá-Galiano, que sigue.
3. María de la Guarda Bernaldo de Quirós y Alcalá-Galiano, V marquesa de Castel Bravo,[163] dama de la Real Maestranza de Granada, que heredó el palacio de Villa. Nació en Madrid el 24 de septiembre de 1910; falleció soltera en la misma villa y corte el 15 de mayo de 2015, de edad de 104 años, y fue enterrada en la capilla de su citado palacio de Asturias.[164]
4. Y Galinda Bernaldo de Quirós y Alcalá-Galiano, nacida el 6 de diciembre de 1913 en Madrid, donde falleció viuda el 16 de enero de 2005.[165] Casó en Madrid el 27 de junio de 1940 con Francisco Javier Espinosa de los Monteros y Herreros de Tejada, III marqués de Valtierra, nacido en San Sebastián el 15 de octubre de 1911 y finado en Madrid el 8 de julio de 1984. Era hermano y sucesor de Carlos de los mismos apellidos, fallecido en 1930, e hijos ambos del militar y diplomático Carlos Espinosa de los Monteros y Bermejillo, caballero de Alcántara (primogénito del I marqués de Valtierra, a quien premurió), y de Jacinta Herreros de Tejada y Santa Cruz, su mujer. Con posteridad.[166]

Sucedió por Carta del 3 de mayo de 1961 su hijo

• Luis Bernaldo de Quirós y Alcalá-Galiano, II marqués de Quirós, X de Campo Sagrado y III de la Isabela, VII conde de Casa Valencia, XI de Marcel de Peñalba y IV de Romilla, IV vizconde de la Dehesilla y V del Pontón, dos veces grande de España. Nació en Madrid el 26 de diciembre de 1917 y murió el 6 de julio de 1996. Ingresó en las Órdenes Militares de Alcántara y San Juan de Jerusalén y en la Real Maestranza de Caballería de Granada. En 1986 cedió a su primogénito el condado de Marcel de Peñalba e hizo distribución legal de otros cinco títulos a sus hijos menores, conservando para sí el marquesado de Quirós, con grandeza, y el de Campo Sagrado.

Casó en Madrid el 2 de junio de 1954 con María del Pilar Álvarez de las Asturias-Bohorques y Silva, actual marquesa viuda de Quirós y de Campo Sagrado, que después de serlo ha devenido XVII marquesa de Almenara y X condesa de Torrepalma en sucesión de su hermano Jaime de los mismos apellidos. Nació en Madrid el 11 de noviembre de 1928, hija de José Álvarez de las Asturias-Bohorques y Arteaga, XV marqués de Almenara y VIII conde de Torrepalma, maestrante de Granada, que nació en la misma corte el 21 de diciembre de 1893 y murió el 15 de junio de 1937 en el Frente de Vizcaya, y de María Luisa de Silva y Mitjans, nacida en 1895 también en Madrid, donde casaron en 1914; nieta de José Álvarez de Bohorques y Aguilera, conde de Torrepalma, mayordomo de semana de S.M., y de Teresa de Arteaga y Echagüe, de los duques del Infantado, y materna de Jaime de Silva y Campbell, duque de Lécera y de Bournonville, dos veces grande de España, maestrante de Zaragoza, gran cruz de Carlos III, senador vitalicio del Reino, gentilhombre de Cámara de S.M. con ejercicio y servidumbre, y de Agustina Luisa Mitjans y Manzanedo, de los marqueses de Manzanedo y duques de Santoña.

Son sus hijos:
1. María del Rosario de Fátima Bernaldo de Quirós y Álvarez de las Asturias-Bohorques, XVI condesa de Alcudia y IV marquesa de la Isabela, grande de España,[170] inmediata sucesora en los títulos de su madre. Nació en Madrid el 30 de marzo de 1955 y casó el 17 de junio de 1983 con Jorge Flores Gómez, doctor ingeniero naval, del que enviudó el 15 de noviembre de 1994. Con posteridad.
2. Iván Bernaldo de Quirós y Álvarez de las Asturias-Bohorques, que sigue,
3. Cristina Bernaldo de Quirós y Álvarez de las Asturias-Bohorques, condesa de Romilla,[171] pianista, nacida el 30 de abril de 1957 en Madrid, donde casó el 19 de octubre de 1985 con Rafael Abraira y Arana. Con prole.
4. José María Bernaldo de Quirós y Álvarez de las Asturias-Bohorques, VIII conde de Casa Valencia, grande de España, nacido en Madrid el 17 de enero de 1959. Casó el 15 de marzo de 1990 con Sonia Porras y Muñoz-Costi. Con sucesión.
5. Marta Bernaldo de Quirós y Álvarez de las Asturias-Bohorques, V vizcondesa de la Dehesilla, nacida en San Sebastián el 23 de julio de 1960. Casó en Madrid el 14 de julio de 1989 con Manuel María de Benavides y González-Rivera, auditor del Cuerpo Jurídico Militar, maestrante de Granada, cruces del Mérito Aeronáutico y de San Hermenegildo, nacido en Madrid el 21 de octubre de 1951, hijo de Francisco Javier de Benavides y Martínez de Victoria y de María Teresa González Rivera. Con prole.
6. María Bernaldo de Quirós y Álvarez de las Asturias-Bohorques, VI vizcondesa del Pontón, nacida en San Sebastián el 19 de julio de 1963. Casó el 11 de febrero de 1989 con Juan José de Olazábal y Churruca, maestrante de Zaragoza, economista del Estado, nacido también en San Sebastián el 27 de mayo de 1955, hijo de Juan Antonio de Olazábal y Bordiú y de Isabel Churruca y de la Plaza, de los marqueses de Aycinena. Con descendencia.

### Actual titular
Sucedió por Orden publicada en el BOE del 24 de octubre de 1997 y Real Carta del 6 de febrero de 1998 su hijo

• Iván Bernaldo de Quirós y Álvarez de las Asturias-Bohorques, III marqués de Quirós, grande de España, XI y actual marqués de Campo Sagrado y XII conde de Marcel de Peñalba, que nació en Madrid el 26 de mayo de 1956.

Casó el 6 de febrero de 1987 con Olga Díaz-Agero y de Pineda, que nació en Jaén el 17 de junio de 1958 y murió en Madrid el 16 de septiembre de 1993, hija mayor de Alfonso Díaz-Agero y Rodríguez-Montano, maestrante de Zaragoza, y de Feliciana de Pineda y Díaz-Agero, su mujer y prima carnal, dama de la misma Maestranza, fallecida en Madrid el 5 de febrero de 2005; nieta de Alfonso Díaz-Agero y de Ojesto, de los condes de Malladas, grandes cruces de Isabel la Católica y del Mérito Naval, y de Francisca Rodríguez Montano y Navarro, y materna de Ramón de Pineda y Pineda, IV marqués de Casal de los Griegos, y de Feliciana Díaz-Agero y de Ojesto, su primera mujer, V condesa de Malladas y III marquesa de Rifes, pertenecientes ambos a la Real Maestranza de Zaragoza y a la Hermandad del Santo Cáliz de Valencia.

Es su unigénito e inmediato sucesor
Iván Bernaldo de Quirós y Díaz-Agero, nacido en Madrid el 8 de octubre de 1992.

### Apéndice: Línea de la casa de Villa
A continuación, y como apéndice, se expone la genealogía de la segunda línea del linaje de Quirós en que se sucedió el marquesado de Campo Sagrado, y que tuvo su solar en el palacio del lugar de Villa, parroquia de San Martín de Riaño y concejo de Langreo. Esta es la más antigua de las casas que siguen por herencia en posesión de la familia Bernaldo de Quirós.

Procede de uno de los hijos de

• Sebastián Bernardo de Quirós el Viejo, de quien va hecha repetida mención, tronco de las principales líneas en que se dividió este linaje a fines del siglo XVI. Fue señor de Villoria y del mayorazgo viejo de los Quirós, con asiento en la casa de Mieres. La justicia del concejo de Lena le dio posesión de este mayorazgo el 12 de septiembre de 1552 en virtud de auto del merino mayor de Asturias y a fe del escribano Rodrigo de Hevia. Le agregó nuevo vínculo el 7 de mayo de 1575 por ante Alonso Cachero, escribano del concejo de Lena. Y tras la muerte de su hijo primogénito fundó otro mayorazgo regular en favor de su nieto Francisco, como ya se ha dicho, con asiento en las torres de la Pola de Lena y Soto de Aller. En 1588 tuvo un pleito con el Monasterio de Valdediós. Y otorgó testamento cerrado en Oviedo el 21 de octubre de 1590 a fe de Pedro de Quirós.

El menor de sus hijos varones fue

• Pedro Bernardo de Quirós, que fue el primero de esta línea que tuvo el tratamiento de Don, extendido a los varones de este linaje en los primeros años del siglo XVII y que por razones cronológicas no alcanzaron sus hermanos mayores. Edificó la torre de Villa y fundó el mayorazgo de esta casa a fines del XVI, aunque la presencia del linaje en la parroquia de Riaño data al menos de un siglo antes. Su padre le apoderó el 19 de octubre de 1581 en la villa de Villoria por ante Juan García del Entrago, para que en su nombre asistiese al deslinde y amojonamiento de dicha villa y de ciertos terrenos pertenecientes a la casa de Quirós.

Casó dos veces: primera con Elvira de Benavides, señora de la torre y mayorazgo de Benavides en el lugar y municipio de Molinaseca, en el Bierzo. Y segunda, con María Vázquez Buelta, que otorgó testamento cerrado en su casa de Villa el 22 de septiembre de 1637 ante el escribano Juan Bernardo de Quirós. Hija de Antonio Vázquez Buelta, señor de las villas de Congosto y Toreno en el Bierzo, tesorero general de S.M., familiar y receptor general del Consejo de la Inquisición, natural de Astorga, y de Catalina Ibáñez de Carmona y Quesada, que lo era de Madrid, vecinos de esta corte y fundadores de mayorazgo. Parece que su padre fue hijo natural de Santos Vázquez Buelta, hidalgo natural de Toreno, criado del obispo de Astorga y vecino de esta ciudad. Y su madre debía de ser hermana del licenciado Diego Ibáñez de Carmona, canónigo de la Catedral de Coria y dignidad de arcediano de Valencia de Alcántara. Del primer matrimonio fue unigénita
1. Jerónima Bernardo de Quirós y Benavides, que sucedió en la casa materna y casó con Francisco Bernardo de Quirós, su primo hermano, natural y señor de la torre de la Pola de Lena, quien casó en segundas nupcias con Ana Bernardo de Quirós y Lorenzana, también prima suya. Francisco testó agregando tercio y quinto a fe de Rodrigo Castañón el 27 de agosto de 1652 en su casa de la Pola, donde murió en 1657, y fue enterrado en el convento de San Francisco de Oviedo. Era hijo de Álvaro Bernardo de Quirós y Miranda y de Antonia de Labandera, de la casa de Zalamillas en León, y nieto por línea primogénita de Sebastián Bernardo de Quirós el Viejo. Tuvieron prole varonil en que siguió la casa de Lena y Aller y que hasta el siglo XIX llevó unidos los apellidos Bernaldo de Quirós Benavides.

Y con su segunda mujer tuvo tres hijos:
2. Manuel Bernardo de Quirós y Buelta, que sigue,
3. Clara Bernardo de Quirós, que casó en Riaño el 27 de mayo de 1616 con Gonzalo de Argüelles Celles, señor de la casa de Celles en el concejo de Siero, quien volvió a casar en 1632 con Juana de San Tirso y Alvear y era «hermano de Don Gutierre de Argüelles, colegial de Santa Cruz, Visitador de la Real Audiencia de Galicia, Oydor en Valladolid, Auditor de la Rota, y Presidente de la Real Chancilería de Granada»;[182] hijos ambos de Gonzalo de Argüelles y Valdés, natural y señor de la casa de Celles, y de María de Quirós, nacida en Noreña. Con sucesión.
4. Y Catalina Bernardo de Quirós, que casó con Diego Bernardo de Quirós, su primo carnal, señor de la casa de Figaredo en el concejo de Lena (Asturias), su alguacil mayor, nacido en la Pola en 1595, fallecido en 1646 y enterrado en la capilla mayor del convento de San Francisco de Oviedo. Hijo de Sebastián Bernardo de Quirós y Miranda y de Antonia de Lorenzana. Catalina murió sin prole, y Diego casó dos veces más. Su segunda mujer fue Melchora de Huergo Valdés, señora de la casa de Huergo y torre de Santa Marina en el concejo de Siero, de la que tuvo por hija a Melchora de Huergo, señora de esta casa, ya citada como abuela de la mujer del I marqués de Campo Sagrado. Y tercera vez casó con María de Valdés y Alas, con la que fundó vínculo de la casa de Figaredo para la descendencia que tuvieron.

• Manuel Bernardo de Quirós y Buelta, señor de la casa de Villa, casó con María (Gómez) de Lamadrid y Posada, que testó en dicha casa el 17 de enero de 1669 ante Matías Díaz Argüelles y fue enterrada en la parroquial de San Martín de Riaño. Fue tía abuela del I marqués de Deleitosa, hija de Juan Gómez de Lamadrid, señor de las casas de Lamadrid en el valle de Valdáliga y en Llanes, regidor perpetuo de Badajoz, y de María de Posada y Valdés, su segunda mujer, con cuyo poder fundó mayorazgo en 1626, nacida en Llanes el 26 de marzo de 1597 y hermana de Fernando de Posada y Valdés, caballero de Alcántara; nieta de otro Juan Gómez de Lamadrid, llamado el Viejo, y de Catalina González de Lamadrid, su primera mujer, y materna de Juan de Posada Rivero, señor de la casa de Posada y alférez mayor de Llanes, y de Catalina de Valdés Junco, de la casa de estos apellidos en la misma villa. Fueron padres de
1. Martín Bernardo de Quirós y Lamadrid, que sigue,
2. y de Catalina Bernardo de Quirós y Lamadrid, que casó dos veces: primera con Juan de Faes, señor de la casa de Hevia en el concejo de Siero, regidor perpetuo de Oviedo y colegial en Salamanca, hermano y sucesor de Pedro Álvaro de Faes, del Consejo de S.M. y oidor de la Real Audiencia de México, que murió soltero en 1666; hijos ambos de Juan de Faes y Valdés, señor de dicha casa, y de Lucía de Nava y Estrada. Y segunda vez casó con Diego Bernardo de Quirós y Valdés, su primo segundo, hijo de Diego Bernardo de Quirós y Lorenzana, dueño de la casa de Figaredo en el concejo de Lena, su alguacil mayor, ya citado, y de María de Valdés Alas, su tercera mujer, de la casa del Ferrero en el concejo de Gozón, nacida en 1610, quienes vincularon la casa de Figaredo en 1646.[187] Catalina tuvo prole de ambos matrimonios en que siguieron uno y otro mayorazgo, y en 1691 fundó mejora del tercio y quinto de sus bienes libres para agregar al de Hevia, que poseía su hijo José Antonio de Faes.

• Martín Bernardo de Quirós y Lamadrid sucedió como señor de la casa de Villa, donde falleció en 1686. Contrajo matrimonio, capitulado en Oviedo el 19 de marzo de 1669 ante Antonio de la Villa Hevia, con María Francisca de Junco y Estrada, que al enviudar en 1686 quedó por curadora de la persona y bienes de su hijo y se avecindó en Oviedo. Hija de Gonzalo Ruiz de Junco, señor de la casa y torre de Junco en la parroquia de San Esteban de Leces, concejo de Ribadesella, y de la villa de Carrandi y palacio de Gobiendes en el de Colunga, donde testó el 14 de septiembre de 1681, y de Margarita de Estrada y Manrique; nieta de Lope de Junco de San Esteban, señor de estas casas, y de María Bernardo de Quirós, su segunda mujer, hermana consanguínea del I marqués de Campo Sagrado, y materna del teniente general Antonio de Estrada y Manrique de Guevara, corregidor de Ciudad Rodrigo y de Toro, alcalde noble de Llanes, y de Juana Fernández de Cebos, señora de esta casa en Benia de Onís y de la de Arnero en Ardisana, concejo de Llanes. Tuvieron por hijos a otro
1. Martín Bernardo de Quirós y Junco, que sigue,
2. y a Antonia Bernardo de Quirós y Junco, mujer de Sancho de Estrada, de quien no tuvo descendencia.[190]

• Martín Bernardo de Quirós y Junco, señor de la casa de Villa, regidor perpetuo de Oviedo y del concejo de Langreo, nació en dicha casa hacia 1670, testó en Oviedo el 27 de enero de 1737 ante Francisco Javier Rabanal, murió al día siguiente y fue enterrado el 30 en el convento de San Francisco. Tendría unos 15 o 16 años cuando a principios de 1686 murió su padre y quedó bajo la cura de su madre, con la que se avecindó en Oviedo. Ese mismo año el licenciado Juan Gutiérrez de Junco, teniente gobernador de Oviedo, le dio posesión de los bienes y mayorazgos de su casa. En 1705 figura empadronado como hidalgo en su casa de la calle Santo Domingo de Oviedo, con sus hijos Andrés y Manuel. E igualmente en 1717 y 1732. Fue diputado a la Junta General del Principado por Avilés de 1721 a 1724, y en 1728 figura entre los regidores de Oviedo que asistieron en la Catedral a las exequias por el rey Don Luis I. Fue paciente del doctor Casal, quien le menciona como un caso de litiasis renal causada por mucha comida y poco ejercicio. Previas capitulaciones otorgadas en Oviedo el 26 de septiembre de 1694 ante Juan de la Cuesta, casó con Isabel María de Valdés y Navia Osorio, natural del palacio de Villanueva en la parroquia de San Cucao o San Cucufate, concejo de Llanera, hija del capitán Pedro Andrés de Valdés Quirós, regidor perpetuo de Oviedo, Avilés y Laviana, I poseedor del mayorazgo de Villanueva, al que hizo agregación en Oviedo el 2 de mayo de 1674 confirmándola por su testamento de 1685, y de Antonia de Navia Osorio, su segunda mujer, que trajo en dote 3.000 ducados, fallecida el 24 de mayo de 1701 bajo testamento del año anterior, ambos enterrados en San Francisco de Oviedo, y cuyo casamiento se capituló en 1662. Fueron sus abuelos el doctor Pedro de Valdés Quirós, regidor de Oviedo, primer llamado a poseer el mayorazgo como primogénito de los fundadores, a quienes premurió, e Isabel de Quirós, su mujer, que testó viuda en 1634; y los maternos, Álvaro de Navia Osorio y Fuertes, señor de la casa de Anleo en el concejo de Navia, y Antonia de Navia Osorio, del linaje gallego de Rengifo. Tuvieron por hijos a
1. Andrés Bernaldo de Quirós y Valdés, que sigue,
2. Manuel Bernaldo de Quirós y Valdés, presbítero, colegial de San Pelayo y del Mayor de Oviedo en Salamanca,[203] oidor de las Reales Audiencias de Zaragoza (su regente en 1737), La Coruña (1744), Mallorca (su regente en 1759), y de la Real Chancillería de Valladolid (1751), del Consejo de S.M. en el Supremo de Indias. Figura empadronado como hidalgo en Oviedo en diversos años hasta 1780.
3. Tomás y
4. Francisco Bernaldo de Quirós y Valdés. Estos dos murieron solteros antes que su padre.[196]
5. Josefa Bernaldo de Quirós y Valdés, que testó en Oviedo el 8 de octubre de 1742 a fe de Nicolás González Colloto. Murió en esta ciudad, feligresía de San Juan, el 30 de mayo de 1765, y fue enterrada en el convento de San Francisco. Casó dos veces: primera con Gaspar Ignacio de Perdones Luera y Oroz, vecino de Avilés, juez y alcalde de esta villa, alférez mayor del concejo de Corvera. Y segunda vez con Gaspar Francisco de Quiñones, de quien no hubo prole. Del primero sí la tuvo.
6. E Isabel de Valdés Osorio.

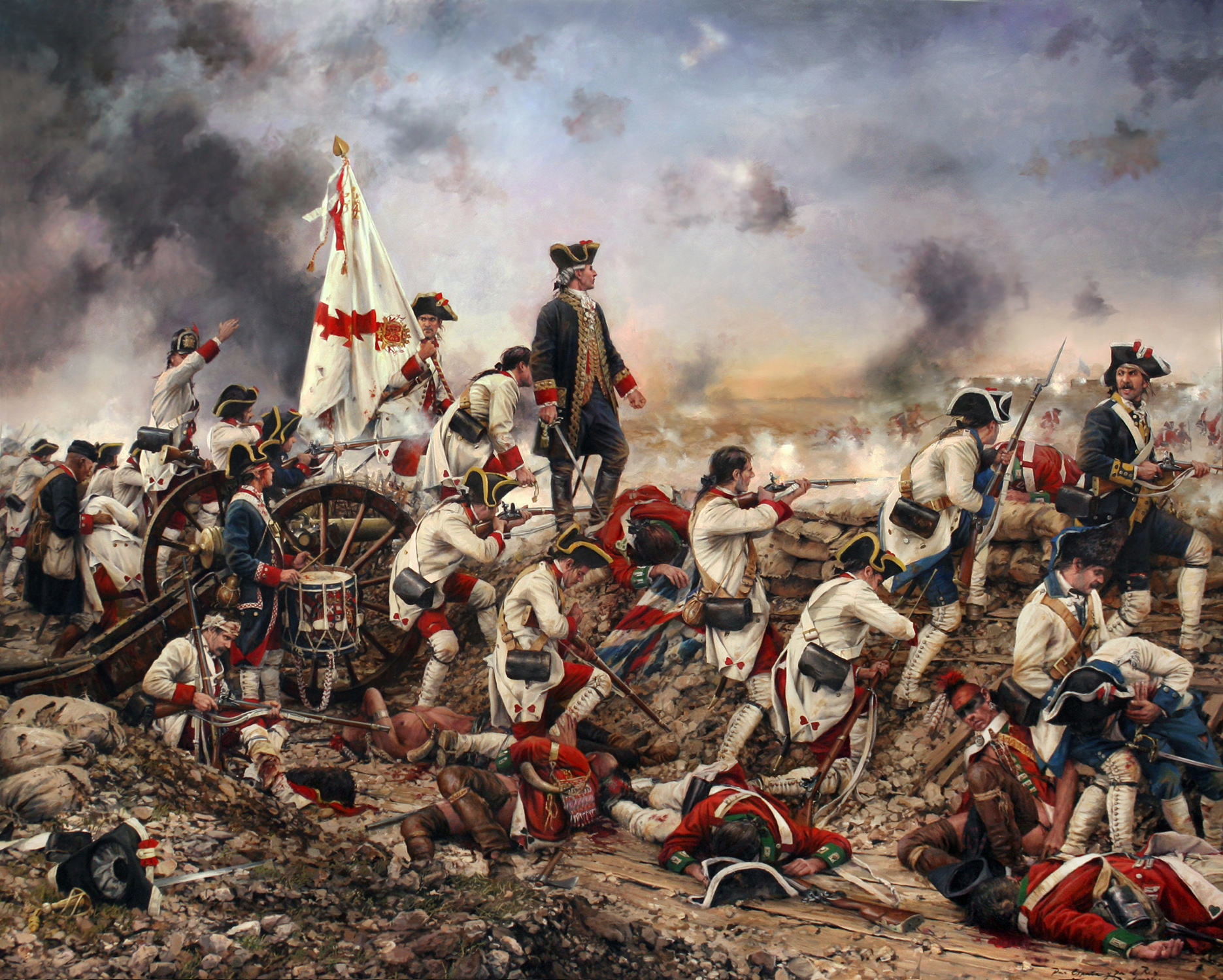
La pintura histórica Por España y por el Rey, del catalán Augusto Ferrer-Dalmau, representa a Bernardo de Gálvez al frente de sus tropas contemplando la retirada de un contingente británico cuyo ataque habían repelido en la Batalla de Pensacola, conflicto donde participó Fernando Bernaldo de Quirós y Miranda.

• Andrés Bernaldo de Quirós y Valdés, natural y señor de la casa de Villa, regidor perpetuo de Oviedo y del concejo de Langreo, fue bautizado en San Martín de Riaño el 6 de diciembre de 1695, y testó en Oviedo el 8 de enero de 1768 ante Jerónimo López de Porto. Casó en San Isidoro el Real de Oviedo el 30 de enero de 1720 con Ángela de Miranda y Vigil, señora del palacio de San Feliz en la parroquia de San Martín de la Pola de Lena, y del de la Villa Hevia en Santa Marina de Cuclillos, concejo de Siero. Natural de Aramil en este concejo, fue bautizada el 5 de abril de 1705 en la parroquial de San Esteban de los Caballeros. Hija única de José de Miranda Flórez, señor de las mismas casas, regidor perpetuo y juez noble del concejo de Lena, que testó en Oviedo el 26 de febrero de 1741 a fe de Julián de Pumarada, y de Leonor de Vigil Hevia, su tercera mujer, cuyo casamiento se capituló el 1.º de abril de 1713 por ante Francisco Suárez Vigil. Nieta de Francisco de Miranda Flórez, señor de la casa de San Feliz, finado en 1685, y de Catalina de la Villa Hevia, señora de la casa de estos apellidos, natural de Oviedo, y materna de Bernardo de Vigil Hevia, caballero de Alcántara, natural y señor de la casa de Vigil de Quiñones de Aramil, y de María Teresa Vigil de la Rúa, de los marqueses de Santa Cruz de Marcenado. Fueron padres de
1. Tomás Bernaldo de Quirós y Miranda, que sigue,
2. Manuel Bernaldo de Quirós y Miranda, que figura empadronado como hidalgo en Oviedo en 1744 y 1751, pero ya no en 1766.
3. Fernando Bernaldo de Quirós y Miranda, que nació en el palacio de Villa en 1746 e ingresó en la Real Compañía de Guardias Marinas del Ferrol en 1763. Entre otros destinos, sirvió en California —donde fortificó el Presidio Real de San Francisco e hizo nuevas exploraciones— y en la Florida, hallándose en la Batalla de Pensacola (1781), durante la Guerra de Independencia de los Estados Unidos. Se retiró del servicio el 5 de junio de 1797 con el empleo de capitán de navío y residencia en Madrid, donde finó sus días en la mayor pobreza.[207]
4. Juan Bernaldo de Quirós y Miranda, que pasó a residir en Oviedo. En 1750 era dueño de una casa en la calle de la Ferrería,[87] probablemente edificada por él.[208] Después de sus días, esta casa se agregó al mayorazgo familiar, convirtiéndose en la morada ovetense de sus poseedores.
5. Juana Bernaldo de Quirós y Miranda, que casó con Sebastián Vigil Ramírez, su deudo, hijo de José Clemente Vigil de la Rúa y de Josefa Brígida Ramírez de Miranda. Su hijo José Judas Vigil Bernardo de Quirós, natural de Siero, hizo información y sacó licencia de 9 de diciembre de 1761 para pasar a Indias como criado de su tío Carlos Vigil Ramírez de Miranda, corregidor de la provincia de Saña.[209]
6. Paula Bernaldo de Quirós y Miranda, monja en el convento de Santa Clara de Oviedo,
7. Javiera Bernaldo de Quirós y Miranda, monja capuchina en el convento de la Purísima Concepción de Madrid,
8. y Leonor Bernaldo de Quirós y Miranda, que no tomó estado.

• Tomás Bernaldo de Quirós y Miranda, señor de las casas de Villa, San Feliz y Cuclillos, regidor perpetuo de Oviedo y de los concejos de Langreo, Lena y Siero, nació en su palacio de San Feliz y fue bautizado en San Martín de la Pola de Lena el 27 de diciembre de 1732. Figura empadronado como hidalgo en Oviedo en diversos años. Desde 1801 litigó por los mayorazgos de Monreal y Miralcázar y marquesado de Monreal, a la extinción de la línea directa de esta casa. Casó el 29 de diciembre de 1759 en la iglesia de San Nicolás de Avilés, con María del Rosario de Navia Arango y Álvarez de la Rivera, bautizada en dicha iglesia el 18 de febrero de 1741, hija de Juan Alonso de Navia Arango y Osorio, II marqués de Ferrera, señor de las casas de Navia de Luarca, Arango en Pravia y León de Avilés, regidor de Oviedo, natural y alférez mayor de Luarca, bautizado el 22 de marzo de 1703, y de Joaquina Álvarez de la Rivera y Cabeza de Vaca, señora de las casas de Báscones, Andallón (Las Regueras), Fresnedo (Cabranes), etc., natural de la ciudad de León y bautizada en San Isidoro el 23 de julio de 1704; nieta de Juan Alonso de Navia Arango y Menéndez de Avilés, I marqués de Ferrera, caballero de Santiago, natural de Avilés, y de Rosa Francisca de Navia Osorio y Vigil de Quiñones, su segunda mujer, de los marqueses de Santa Cruz de Marcenado, y materna de José Álvarez de la Rivera y Doriga, vizconde de Castaosa, señor de la casa de Báscones, regidor de Oviedo y de León, caballero de Santiago, paje del rey Carlos II, corregidor de León y de Segovia, natural de Oviedo, y de Melchora Cabeza de Vaca y Vázquez de Prada. Tuvieron cuatro hijosː
1. Juan de Dios Bernaldo de Quirós y Navia Arango, que sigue,
2. el mariscal de campo Gregorio Bernaldo de Quirós y Navia Arango, que en 1787 era cadete de Reales Guardias Españolas. Durante la Guerra de la Independencia mandó una de las dos Brigadas formadas por Regimientos de los concejos asturianos y que integraban la 3.ª División del llamado Ejército de la Izquierda. Murió el 11 de noviembre de 1808 en la Batalla de Espinosa de los Monteros. Casó con Pascuala García (Pando) de Echaburu, cuya hermana Petronila lo hizo con el mayorazgo de Merás,[211] hija de Francisco García Pando y de Echaburu, caballero de Carlos III, jefe de la Tapicería de Palacio y secretario honorario de S.M., y de Antonia de Farias y Francés de Lezcano. Tuvieron por hija única y póstuma a
 María del Rosario Bernardo de Quirós y García Echaburu, que casó en 1828, previas capitulaciones,[212] con José Ramón (Álvarez) Moutas Inclán y Arango, señor de las casas de Moutas y Nueva de Arango o del Campo en la villa de Pravia, patrono de su Colegiata y señor también de las casas de Belandres, Agones, y Escoredo en el mismo concejo, y de otras.
3. Marcos Bernaldo de Quirós y Navia, vecino de Pravia, que litigó por el marquesado de Campo Sagrado y murió soltero durante el pleito hacia 1845. La sentencia le reconocía como poseedor civilísimo del título y mayorazgo desde la muerte del VI marqués. A la muerte de su hermano Gregorio siguió litigando un pleito que este había movido al marqués de Ferrera sobre otro mayorazgo.[213]
4. Y Domingo Bernaldo de Quirós y Navia Arango, que murió mozo.

• Juan de Dios Bernaldo de Quirós y Navia Arango, el Jorobado, señor de las casas de Villa, San Feliz y la Villa Hevia, regidor perpetuo de Oviedo y del concejo de Langreo, caballero de Carlos III, nació en Oviedo, en su casa de la calle de la Ferrería, fue bautizado el 9 de marzo de 1763 en San Isidoro el Real y finó en Riaño el 31 de mayo de 1819. Al morir su padre siguió el pleito sobre los mayorazgos de Miralcázar y Monreal, cuya sucesión le fue denegada definitivamente en 1809. Fue el primer coronel del Regimiento de Ribadesella, creado el 9 de julio de 1808 para la Guerra de la Independencia. Previas capitulaciones, casó el 5 de diciembre de 1789 ante el obispo de Oviedo Llano Ponte, en la parroquial de San Tirso el Real de la misma ciudad, con María Ignacia de Llanes y Cienfuegos, bautizada en esta iglesia, hija de José Antonio de Llanes Campomanes y Argüelles, señor de la casa de Llanes de Villallana, de la torre de Fresnedo y del palacio de Campomanes de Muñón Cimero, todo en el concejo de Lena, su depositario general, y del palacio del Rebollín en la villa de Noreña, y también regidor de los concejos de Siero y Langreo. Natural de Barros en este último, bautizado el 11 de mayo de 1727, y de María Teresa (González) de Cienfuegos, que lo era de Oviedo, bautizada el 5 de abril de 1735 en San Isidoro, donde casaron el 28 de enero de 1757; nieta de Menendo de Llanes Campomanes y Avilés Hevia, caballero de Santiago, señor de las mismas casas, que edificó el palacio de su apelido en Oviedo, natural de Bolgues en las Regueras, y de Teresa de Argüelles Celles y González de Villazón, señora del palacio de Noreña, natural de Soto en el concejo de Pravia; y materna de Baltasar González de Cienfuegos y Caso, V conde de Marcel de Peñalba, señor de Allande, y de María Teresa Gertrudis Bernaldo de Quirós y Mariño de Lobera, su primera mujer, hija de los II marqueses de Campo Sagrado. Tuvieron por hijos a
1. José María Bernaldo de Quirós y Llanes, que desde 1850 fue el VII marqués de Campo Sagrado, como más arriba quedó expuesto.
2. Faustino Bernaldo de Quirós y Llanes,
3. Vicente Bernaldo de Quirós y Llanes,
4. Ignacia Bernaldo de Quirós y Llanes,
5. María Josefa Bernaldo de Quirós y Llanes, nacida en la casa de Oviedo y bautizada en San Isidoro el Real el 9 de febrero de 1802,
6. María de la Concepción Bernaldo de Quirós y Llanes (Concha), que nació también en Oviedo, fue bautizada en San Isidoro el 14 de marzo de 1803 y falleció en la misma ciudad el 31 de diciembre de 1866. Casó en dicha iglesia el 14 de febrero de 1829 con Pedro de Peón y Vereterra, señor del solar de su linaje en la parroquia y valle de Peón y de la torre de la Pedrera en la feligresía de Lugás, ambas en el concejo de Villaviciosa, del palacio de la Mesana en la villa capital del mismo, y de la torre del Pondal en Lugo de Llanera, que nació el 27 de octubre de 1795 en el palacio de Gastañaga de Llanes y murió el 7 de noviembre de 1855. Hijo del coronel Pedro de Peón y Heredia, natural y señor de la torre de la Pedrera, maestrante de Ronda, diputado a Cortes y a la Junta General del Principado, vicepresidente de la Junta Suprema y Soberana de Asturias, y de Luisa de Vereterra y Rivero, de los marqueses de Gastañaga. Con prole.
7. Nicolasa Bernaldo de Quirós y Llanes, nacida en 1807 y fallecida el 12 de junio de 1866. Casó con el general José María de Cistué y Martínez de Ximén Pérez, nacido en Madrid en 1797 y finado el 12 de septiembre de 1855, que era hermano del mariscal de campo Luis María de los mismos apellidos, III barón de la Menglana, e hijo de José de Cistué y Coll, II barón de la Menglana, nacido en Fonz (Huesca) en 1725, colegial mayor de San Vicente de Huesca, alcalde de la Audiencia de México, fiscal del Consejo de Indias, caballero de Carlos III, y de María Josefa Martínez de Ximén Pérez y Manrique de Lara, su segunda mujer, camarista de la reina María Luisa de Parma, con sucesión.
8. María del Rosario Bernaldo de Quirós y Llanes, mujer de Manuel Zarracina Llanos,
9. y Agustina Bernaldo de Quirós y Llanes.